# Derby della Madonnina

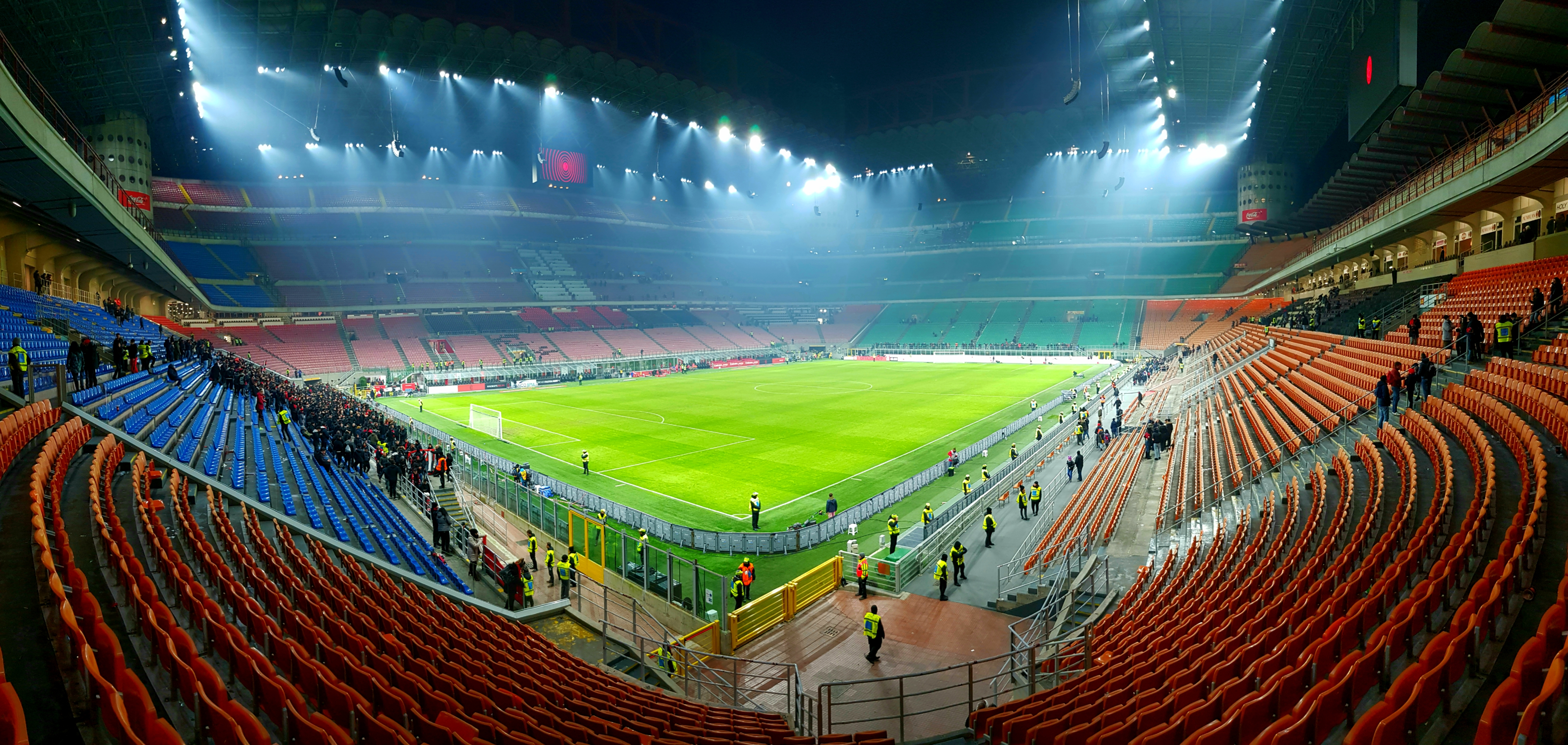
Giuseppe-Meazza-Stadion, Spielstätte beider Klubs

Als Derby della Madonnina wird in der italienischen Landessprache das Mailänder Stadtderby zwischen den Herrenprofimannschaften der beiden Fußballvereine AC Mailand und Inter Mailand bezeichnet.
Das Aufeinandertreffen der beiden national und international erfolgreichen Mailänder Vereine gilt als eines der bedeutendsten Duelle des Klubfußballs. Der Name des Derbys bezieht sich auf die vergoldete Madonnenstatue der Jungfrau Maria auf einer Spitze des Mailänder Doms, die im Volksmund nur La Madonnina genannt wird. Des Weiteren ist es auch als Derby di Milano bekannt. Im deutschsprachigen Raum ist die Bezeichnung Mailänder Derby verbreitet.
Das Derby della Madonnina ist im Gegensatz zu vielen anderen nicht von geographischen, kulturellen oder politischen Gegensätzen geprägt, sondern erhält seine besondere Brisanz dadurch, dass Inter Mailand aus der älteren AC Mailand hervorging, beide Vereine sich das Giuseppe-Meazza-Stadion teilen und die Klubs ähnlich erfolgreich sind. So war Mailand bis 2023 die einzige Stadtregion mit zwei Champions-League-Siegern.

## Geschichte

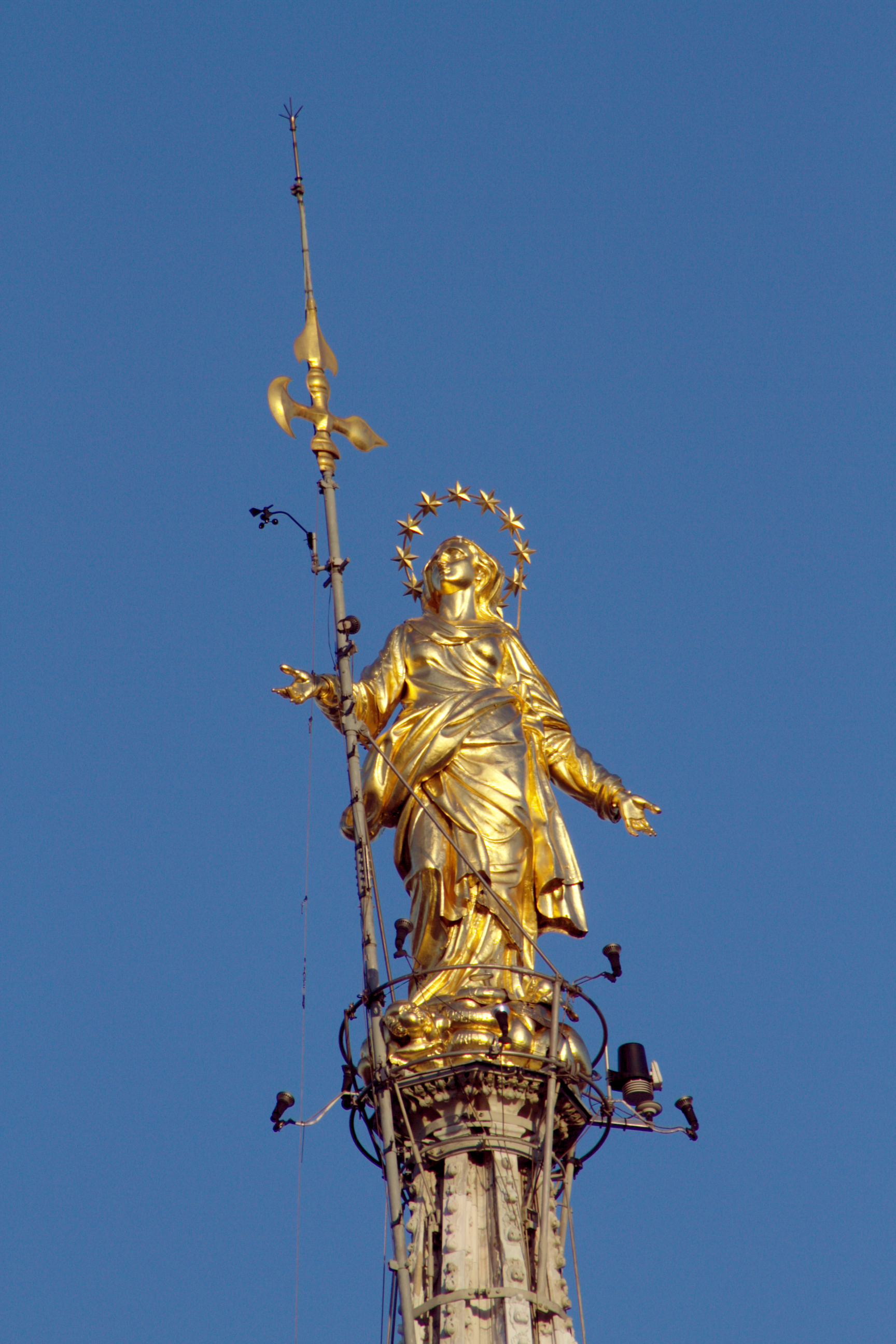
Madonnina des Mailänder Doms

Die Rivalität zwischen den Vereinen war von Anfang an gegeben und entwickelte sich zu einem der bekanntesten Derbys im Weltfußball. Im Gegensatz zu den anderen großen italienischen Stadtderbys im Fußball sind in Mailand die Anhänger der Klubs im ganzen Stadtgebiet verteilt und nicht auf einzelne Gebiete begrenzt. Mailand war bis 2023 die einzige Stadt mit zwei Gewinnern des Europapokals der Landesmeister bzw. der UEFA Champions League.
Die AC Mailand wurde unter dem damaligen Namen Milan Cricket and Foot-Ball Club am 16. Dezember 1899 gegründet. Im März 1908 spalteten sich Mitglieder des Milan CFC ab und gründeten ihren eigenen Fußballverein. Sie waren darüber verärgert, dass beim nationalistisch ausgerichteten Milan CFC nur Italiener spielen durften. Er erhielt den offiziellen Namen Football Club Internazionale Milano. Mit dem Zusatz Internazionale wollte man auf die Offenheit des Vereins gegenüber Spielern aus anderen Ländern hinweisen.

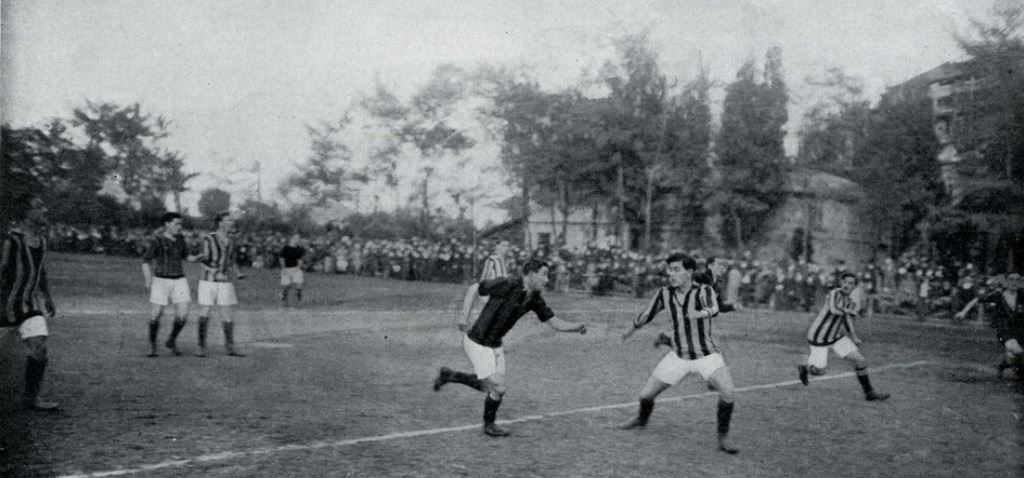
Spielszene aus dem Derby della Madonnina von 1915.

Das erste Duell der beiden Vereine war eine der wenigen Partien, die nicht in Mailand stattfanden. Bei der dritten Ausgabe des Freundschaftsturniers Coppa Chiasso im Schweizer Chiasso trafen die Rossoneri (deutsch Rotschwarzen) am 18. Oktober 1908 im Finale auf die Nerazzurri (deutsch Schwarzblauen). Die Derby-Premiere entschied der Associazione Calcio mit 2:1 für sich. Die ersten Jahre bis 1913 dominierte die AC und verließ das Spielfeld siegreich. Eine Ausnahme bildeten aber die zwei Partien der Kontrahenten während der italienischen Fußballmeisterschaft 1909/10. Innerhalb von drei Wochen bezwang Inter in zwei Begegnungen den Rivalen auswärts mit 0:5 und zu Hause folgte ein 5:1-Sieg. Der höchste Sieg des Derby della Madonnina stammt vom 13. März 1918. Im Finale der ersten Coppa Mauro überrannte die AC Milan Rivale Inter mit 8:1 Toren. Noch eine halbe Stunde vor Spielende stand es nur 2:1. Sieben der acht Tore gingen auf das Konto von Aldo (5 Tore) und Luigi Cevenini (2 Tore) aus der Fußballerfamilie Cevenini.
In den 1930er Jahren blieb Inter in der Serie A vom 10. November 1929 bis zum 17. Oktober 1937 in siebzehn Spielen (zehn Siege und sieben Unentschieden) gegen die Rossoneri ungeschlagen. Ein bis heute bestehender Derby-Rekord. In diese Zeit fiel eines der hochklassigsten Derbys der Rivalen. Am 6. November 1932 erkämpfte sich Inter mit Giuseppe Meazza in ihren Reihen einen 5:4-Sieg gegen die Rotschwarzen (Torfolge: 1:0 Attilio Demaría (2.), 2:0 Marcello Mihalich (6.), 2:1 Mario Magnozzi (10.), 3:1 Demaría (25.), 4:1 Virgilio Felice Levratto (44.), 4:2 Pietro Arcari (59.), 4:3 Giovanni Moretti (74.), 5:3 Giuseppe Meazza (76.), 5:4 Magnozzi (79.)).

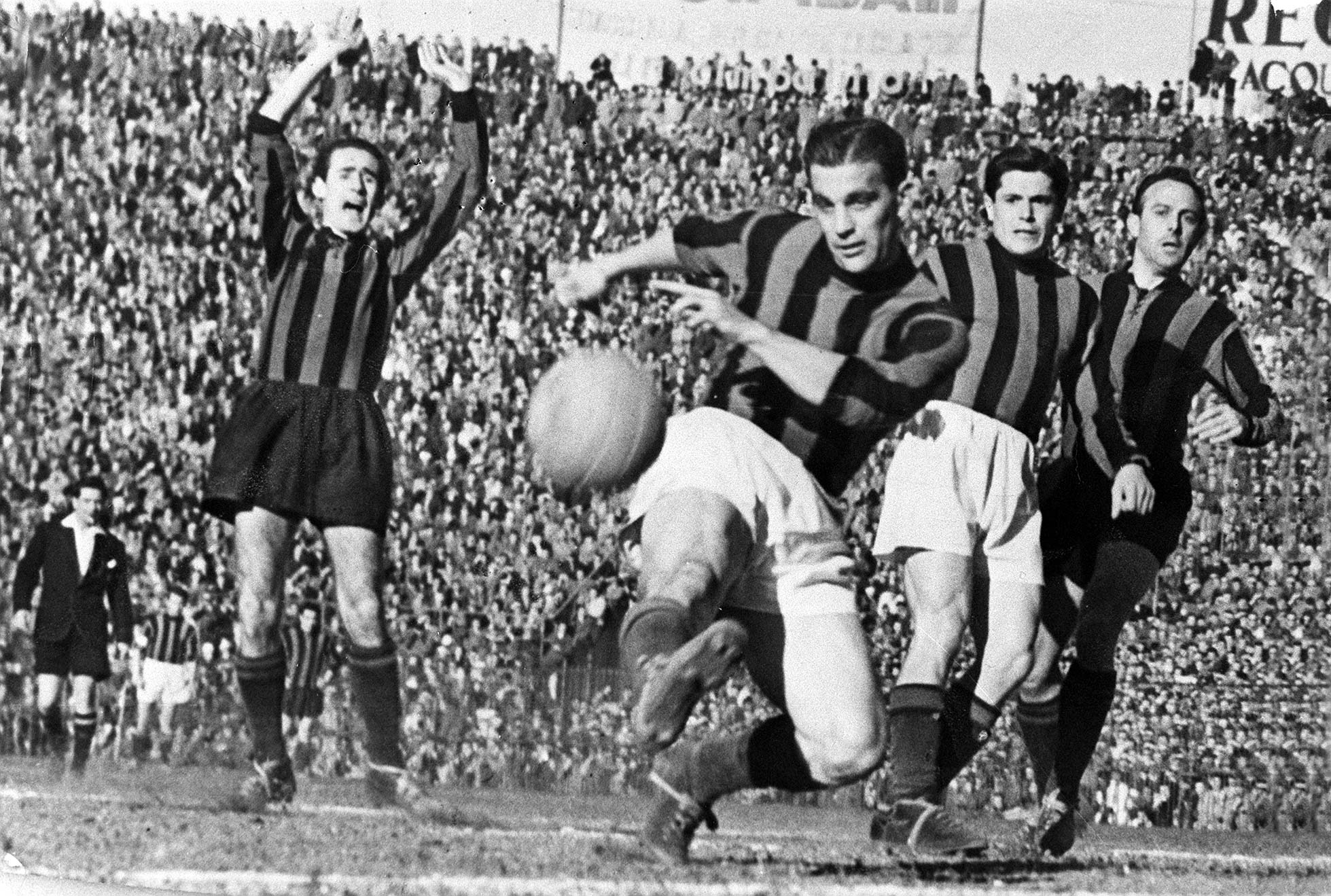
Gunnar Nordahl erzielt im Jahr 1951 den Siegtreffer für die AC Milan

Für die beide Vereine standen viele nationale und internationale Stars in Diensten, die die Geschichte des Derbys mitbestimmten. So lief der Namensgeber des Mailänder Stadions, Giuseppe Meazza, zwischen den 1920er und 40er Jahren für beide Klubs auf. Die schwedischen Stürmer Gunnar Gren, Gunnar Nordahl und Nils Liedholm im Mittelfeld sorgten für den AC Mailand in den 1950ern für Furore. Mit ihren Toren führte das Trio Schweden schon 1948 zum Olympiasieg wurde und ging unter dem Namen Gre-No-Li in die Geschichte ein.
Ganz im Gegensatz zu ihrer Rivalität bestritten Milan und Inter fünf Freundschaftsspiele in einer gemeinsamen Mannschaft. Dieses Team trug die Bezeichnung MilanInter United und feierte am 27. November 1949 seine Premiere. Zum 50. Vereinsjubiläum organisierte die AC Milan ein gemeinsames Freundschaftsspiel gegen den FK Austria Wien aus Österreich, welches mit 3:4 verloren ging. Eigens für dieses Spiel wurden spezielle Trikot angefertigt und nur dort getragen. Die weißen Hemden trugen einen Brustring in den Farben Rot, Schwarz und Blau. Um die Trofeo dell' Amicizia Italo-Britannica (deutsch Trophäe der italienisch-britischen Freundschaft) ging es am 13. Oktober 1965 im zweiten Spiel von MilanInter gegen den FC Chelsea (2:1).
Vier Jahre darauf feierte man die Städtepartnerschaft von Mailand mit dem französischen Lyon mit einer Partie gegen Olympique Lyon. Das Spiel am 11. Juni 1969 in Lyon endete mit einem klaren 1:7 für die Mailänder Mannschaft. Zu einem Benefizspiel traf das Mailänder Team am 12. Dezember 1980 auf den FC Bayern München (1:2). Der Anlass war das Erdbeben von Irpinia, bei dem fast 3.000 Menschen ums Leben kamen. Die bisher letzten Auftritte von MilanInter United fanden 1982 im Vorfeld der Fußball-Weltmeisterschaft statt. Dort traf man zur Vorbereitung auf Italiens Gruppengegner Polen am 21. Februar 1982 (1:2) und Peru am 14. April 1982 (0:2).
Unter Führung von Präsident Angelo Moratti, Unternehmer in der Erdölwirtschaft und der Energieversorgung, der von 1955 bis 1968 im Amt war, brachen für Inter in den 1960er Jahren goldene Zeiten an. Unter Trainer Helenio Herrera, der konsequent das ergebnisorientierte Spielsystem Catenaccio spielen ließ, gewann der Verein mit Spielern wie Giacinto Facchetti, Armando Picchi und Luis Suárez jeweils zwei Mal den Europapokal der Landesmeister 1964 und 1965 sowie den Weltpokal 1964 und 1965. Darüber hinaus konnten vier Meisterschaften (1963, 1965, 1966, 1971) gefeiert werden. Die bisher erfolgreichste Zeit der Nerazzurri ist unter der Bezeichnung Grande Inter bekannt geworden. Eng verknüpft waren die Derbys der Generation mit den Namen der beiden Spielmacher Sandro Mazzola (Inter) und Gianni Rivera (Milan) und deren Rivalität untereinander.

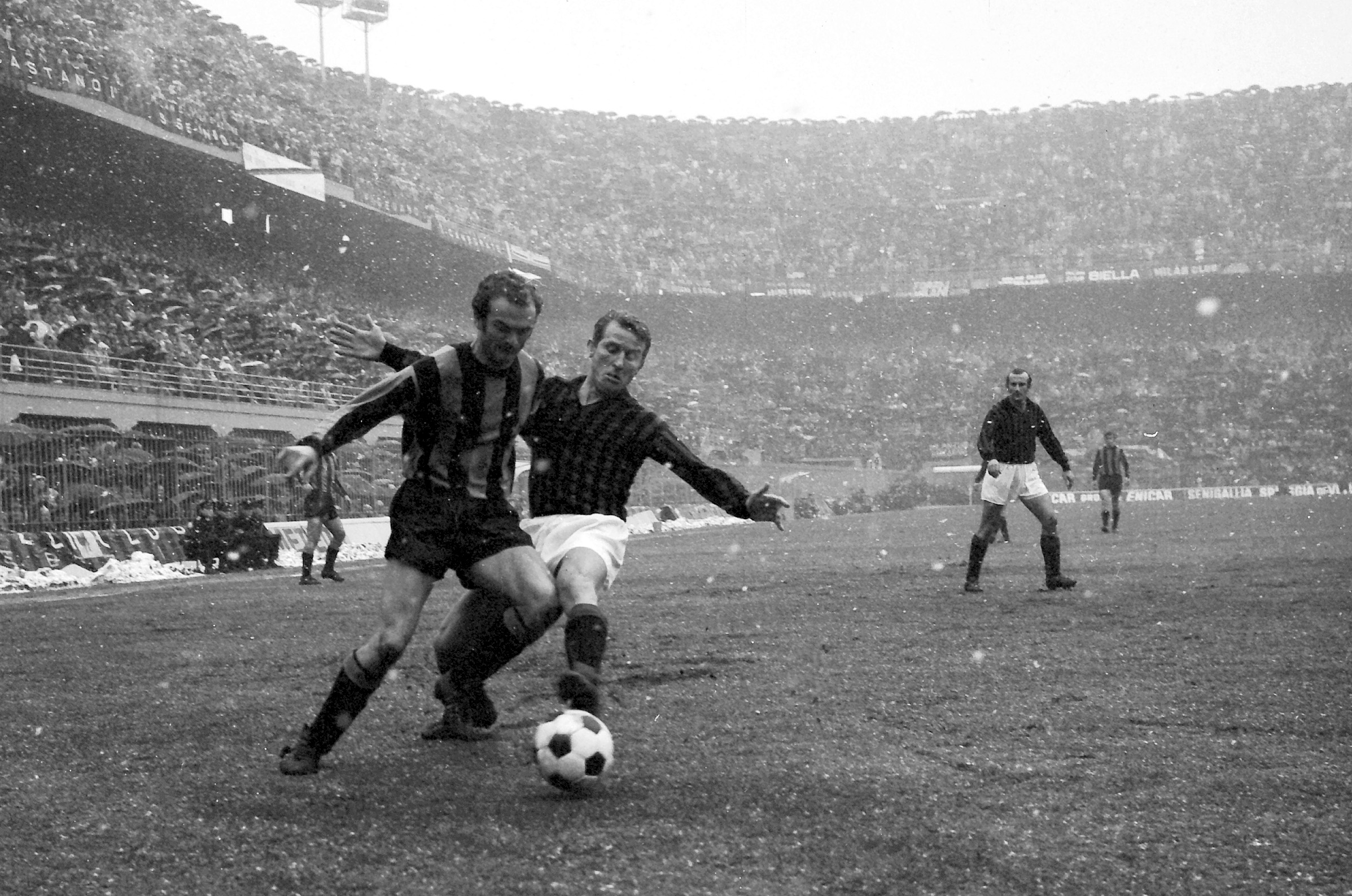
Inters Sandro Mazzola im Zweikampf mit Milans Giovanni Trapattoni (1970)

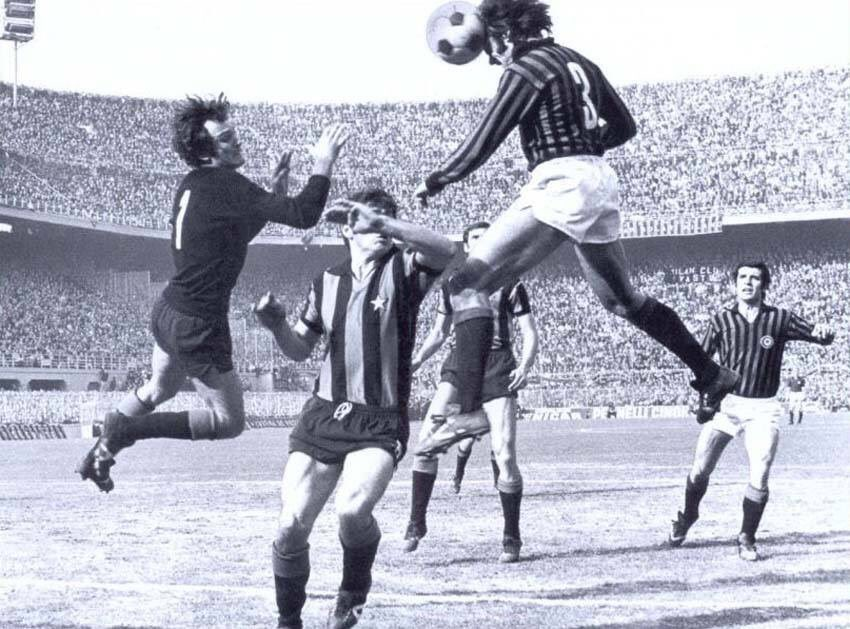
Spielszene aus dem Derby della Madonnina von 1973.

Die Mailänder Vereine entwickelten sich in den 1960er Jahren zu wahren Titelsammlern, denn auch die Rossoneri waren nicht erfolglos. Mit Spielern wie José Altafini, Giovanni Trapattoni, Karl-Heinz Schnellinger und Cesare Maldini im Kader fuhren die Rotschwarzen die Titel ein. Schon vor Inter konnte die AC Mailand den Europapokal der Landesmeister gewinnen. Milan errang die Trophäe 1963 und war damit der erste italienische Verein, der diesen Titel gewinnen konnte. 1968 und 1973 war man auch im Europapokal der Pokalsieger erfolgreich. Hinzu kam der Weltpokal 1969.
Nach mehr oder weniger titellosen Jahren der Kontrahenten in den 1970er Jahren gewann die AC Mailand den Meistertitel 1979. In der darauf folgenden Saison kam, trotz drittem Tabellenplatzes, der Absturz. Als Auswirkung des ligaübergreifenden Wettskandals Totonero 1980, in dem Spiele verschoben wurden, musste der Verein neben Lazio Rom in die Serie B zwangsabsteigen. Hinzu kamen Sperren für die Spieler Enrico Albertosi, Giorgio Morini und Stefano Chiodi. 1974 kamen die jungen Brüder Baresi aus Travagliato nach Mailand. Giuseppe Baresi wurde nach einem Probetraining angenommen und stand von 1977 bis 1992 (559 Pflichtspiele) im Kader von Inter. Der jüngere Franco Baresi fiel bei den Schwarzblauen als körperlich zu schwach durch. So versuchte er sein Glück beim Stadtrivalen und wurde angenommen. Er gehörte von 1978 bis 1997 den Rotschwarzen an und entwickelte sich zu einem der besten Liberos aller Zeiten. Ihm zu Ehren wird die Rückennummer 6 bei Milan nicht mehr vergeben. Giuseppe absolvierte über 550 Pflichtspiele, Franco kam sogar auf mehr als 700 Einsätze. Franco bestritt 39 Duelle der Rossoneri und Giuseppe brachte es auf 33 Derbys für Inter.
Ähnlicher Beliebtheit bei den Inter-Fans erfreut sich der frühere Abwehrchef Giuseppe Bergomi, der in seiner Karriere von 1980 bis 1999 756 Partien, davon 44 Mailänder Derbys, bestritt und zu Inters Rekordspieler wurde. Diesen Titel übernahm 2011 der Argentinier Javier Zanetti. 1995 wechselte Zanetti zu Inter und beendete bei den Nerazzurri 2014 seine Fußballkarriere. Der disziplinierte Arbeiter gilt als Musterprofi und trotz seines, für Profifußballer, hohen Alters von über 40 Jahren, kämpfte er sich nach einem Achillessehnenriss zurück auf das Spielfeld. Für seinen unermüdlichen Einsatz erhielt er die Spitznamen Il Treno (Der Zug) oder El Tractor (Der Traktor). Zanetti ist mit 615 Spielen von 1995 bis 2014, nach Milan-Idol Paolo Maldini (647 Einsätze von 1984 bis 2009), der Spieler mit den meisten Einsätzen in der Serie A. Bei der Bestmarke der meisten Derbyeinsätze folgt Zanetti (47 Derbys) Maldini mit 56 Einsätzen.
Nach Jahren mit Auf- und Abstieg führte erst der Einstieg des Medienunternehmers Silvio Berlusconi im Jahr 1986 in die Erfolgsspur zurück. Mit der Verpflichtung von Trainer Arrigo Sacchi und Spielern Ruud Gullit, Frank Rijkaard und Marco van Basten aus den Niederlanden formte sich mit der Abwehrreihe Franco Baresi, Paolo Maldini, Alessandro Costacurta und Mauro Tassotti sowie Mittelfeldspieler Roberto Donadoni eine Mannschaft, die den Namen Gli Immortali (deutsch Die Unsterblichen) trug. Das Team holte in den Jahren 1989 und 1990 den Europapokal der Landesmeister, den Weltpokal und den UEFA Super Cup.
Als Pendant zum niederländischen Spielertrio nahm Inter die deutschen Nationalspieler Lothar Matthäus, Andreas Brehme und Jürgen Klinsmann unter Vertrag. Trotz des Gewinns der Meisterschaft 1989 und des UEFA-Pokals 1991 und 1994 stand man im Schatten der erfolgreicheren Stadtrivalen. Nach dem Abgang von Sacchi 1991 nahm Fabio Capello auf der Trainerbank des AC Platz und führte die Erfolgsserie fort. Mit ihm stießen weitere Verstärkungen wie Jean-Pierre Papin, Zvonimir Boban oder Dejan Savićević hinzu. Nach vier Jahren ohne den Scudetto gelang 1992, 1993 und 1994 der Titel-Hattrick. Man verlor 1991/92 in der Serie A kein Spiel und in den drei Meisterjahren nur fünf Partien. Dies brachte der Mannschaft die Bezeichnung Gli Invicibili (deutsch Die Unbesiegbaren). Mitte der 1990er Jahre sank der Stern dieser nicht mehr ganz jungen Mannschaft.
Obwohl Inter auch weiterhin Millionen in Spieler (u. a. Dennis Bergkamp, Ronaldo, Iván Zamorano oder Diego Simeone) investierte, blieb unter dem Strich der Sieg im UEFA-Pokal 1998, nach verlorenem Finale 1997 gegen den FC Schalke 04. Auf nationaler Ebene stellte sich der Erfolg aber nicht ein, denn man konnte seit 1980 nur zwei Scudetti und die Coppa Italia 1982 feiern.
In den 2000er Jahren weitete sich das Stadtderby auf Europa aus. In der UEFA Champions League 2002/03 kam es zum Aufeinandertreffen im Halbfinale des Wettbewerbes. Nach 0:0 und 1:1 gelangten die Rotschwarzen durch das auswärts erzielte Tor in das rein italienische Finale gegen Juventus Turin. Zum erneuten Duell führte es die Vereine im Viertelfinale der UEFA Champions League 2004/05 zusammen: Das Hinspiel entschied die AC Mailand mit 2:0 für sich; das Rückspiel wurde von Schiedsrichter Markus Merk in der 73. Minute abgebrochen, nachdem Milans Torwart Dida von einem Bengalo getroffen wurde. Zum Zeitpunkt des vorzeitigen Endes lag die AC mit 1:0 (Andrij Schewtschenko, 30. Min.) in Führung. Im Nachhinein wertete die UEFA das Spiel mit 3:0 für die AC Mailand.
2006 kam Inter am Grünen Tisch zum Meistertitel der Serie A, da Titelträger Juventus Turin durch den großen Bestechungsskandal die Scudetti 2005 und 2006 aberkannt wurden und in die zweite Liga absteigen musste. Auch Milan kam nicht ungeschoren aus dem Skandal heraus. Zunächst zu 15 Minuspunkten in der Saison 2006/07 verurteilt, wurde die Strafe in zweiter Instanz auf acht Minuspunkte abgemildert. Am Ende der Spielzeit reichte es noch zum vierten Platz und zur Qualifizierung für die UEFA Champions League 2007/08.

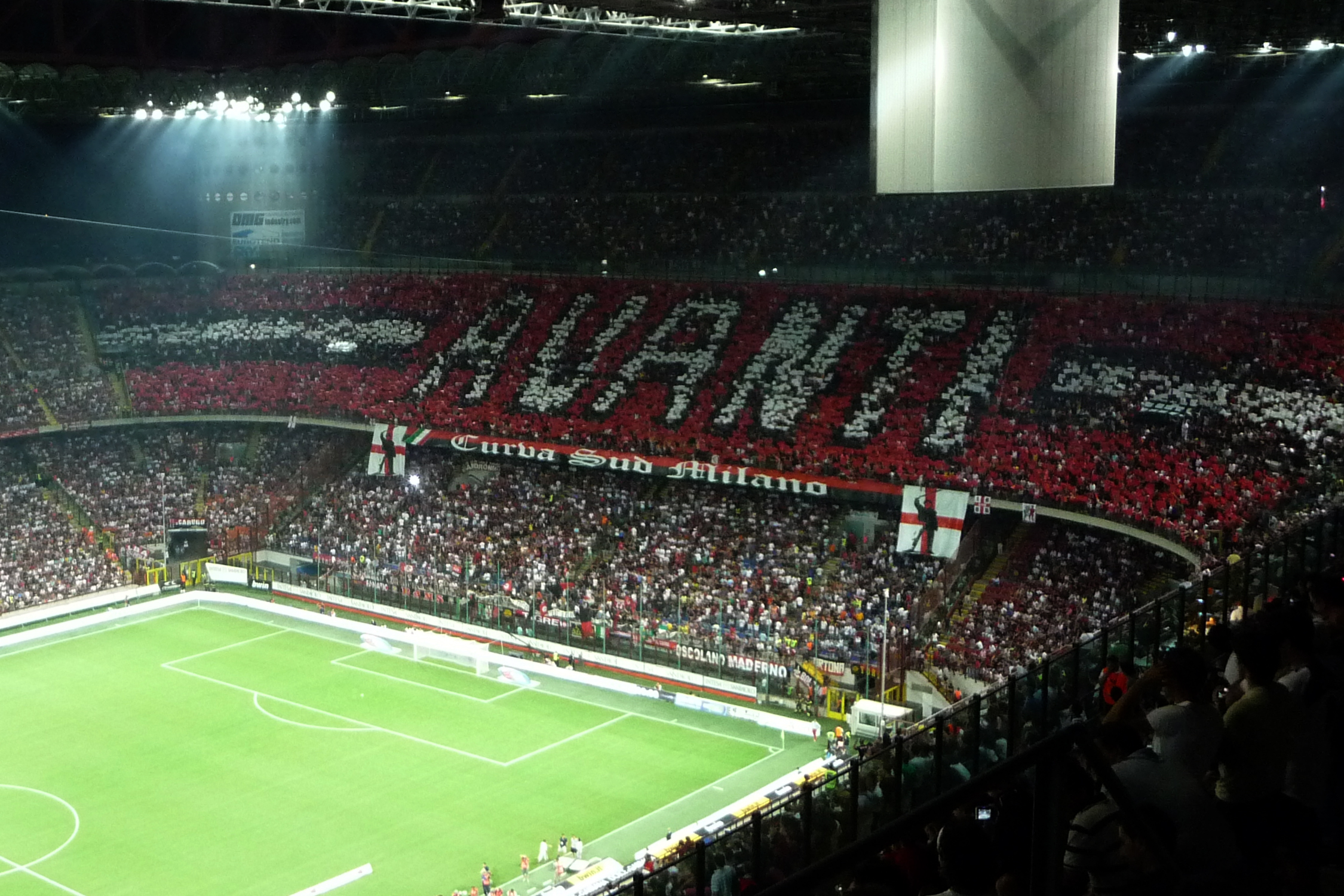
Choreografie der Curva Sud (Derby 2009)

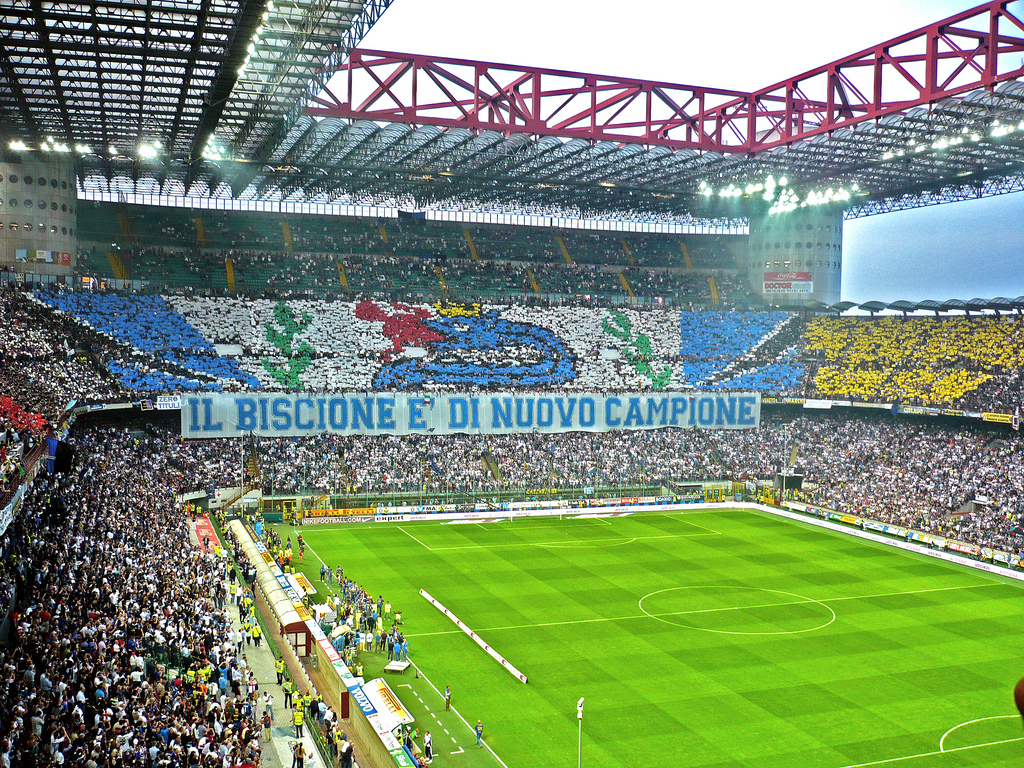
Choreografie der Curva Nord (Derby 2009)

Nach 2006 errang Inter vier weitere Meistertitel in Serie (2007, 2008, 2009 und 2010). Gekrönt wurde die Erfolgsserie durch den Gewinn der UEFA Champions League 2010 sowie der FIFA-Klub-Weltmeisterschaft 2010, der Coppa Italia 2010 und der Supercoppa Italiana 2010. Während dieser Jahre standen Spieler wie Zlatan Ibrahimović, Luís Figo, Mario Balotelli, Hernán Crespo, Iván Córdoba, Patrick Vieira, Adriano, Wesley Sneijder, Samuel Eto’o und Diego Milito auf der Gehaltsliste der Nerazzurri. Als Trainer zeichneten Roberto Mancini und José Mourinho für die Zeit verantwortlich.
Nach der Saison 2010/11 in der die AC Mailand die Meisterschaft gewann und Inter Mailand Vizemeister wurde, dominierte Juventus Turin nahezu ein Jahrzehnt die Serie A und konnte sich in diesen Spielzeiten gegen die Konkurrenten aus Neapel, Rom und Bergamo durchsetzen. Zur Saison 2020/21 konkurrierten beide Mailänder Vereine bis zuletzt um die Meisterschaft, letztlich gelang es Inter Mailand nach 10 Jahren den scudetto wieder nach Mailand zu holen und die Turiner Dominanz zu brechen. Auch in der Saison 2021/22 blieb der scudetto in Mailand, der Meistertitel ging diesmal an die AC Mailand, somit zogen beide Mailänder Vereine mit jeweils 19 Meistertiteln gleich.

## Statistik

### Titelvergleich
| AC Mailand | Wettbewerb                                            | Inter Mailand |
| 19 1901, 1906, 1907, 1951, 1955, 1957, 1959, 1962, 1968, 1979, 1988, 1992, 1993, 1994, 1996, 1999, 2004, 2011, 2022 | Italienische Meisterschaft                            | 20 1910, 1920, 1930, 1938, 1940, 1953, 1954, 1963, 1965, 1966, 1971, 1980, 1989, 2006, 2007, 2008, 2009, 2010, 2021, 2024 |
| 5 1967, 1972, 1973, 1977, 2003                                                                                      | Italienischer Pokal                                   | 9 1939, 1978, 1982, 2005, 2006, 2010, 2011, 2022, 2023                                                                    |
| 8 1988, 1992, 1993, 1994, 2004, 2011, 2016, 2024                                                                    | Italienischer Supercup                                | 8 1989, 2005, 2006, 2008, 2010, 2021, 2022, 2023                                                                          |
| 7 1963, 1969, 1989, 1990, 1994, 2003, 2007                                                                          | Europapokal der Landesmeister / UEFA Champions League | 3 1964, 1965, 2010 |
| 2 1968, 1973 | Europapokal der Pokalsieger                           | – |
| – | UEFA-Pokal / UEFA Europa League                       | 3 1991, 1994, 1998 |
| 5 1989, 1990, 1994, 2003, 2007                                                                                      | UEFA Super Cup                                        | – |
| 3 1969, 1989, 1990                                                                                                  | Weltpokal                                             | 2 1964, 1965 |
| 1 2007 | FIFA-Klub-Weltmeisterschaft                           | 1 2010 |

### Bilanz
| Wettbewerb              | Spiele | Siege AC Mailand | Unentschieden | Siege Inter Mailand | Tordifferenz |
| ----------------------- | ------ | ---------------- | ------------- | ------------------- | ------------ |
| Meisterschaft (Serie A) | 204    | 66               | 60            | 78                  | 270:300      |
| Campionato Alta Italia  | 2      | 1                | 0             | 1                   | 3:3          |
| Italienischer Pokal     | 29     | 11               | 9             | 9                   | 38:28        |
| Italienischer Supercup  | 3      | 2                | 0             | 1                   | 5:6          |
| UEFA Champions League   | 6      | 2                | 2             | 2                   | 6:4          |
| Gesamt (Pflichtspiele)  | 244    | 82               | 71            | 91                  | 322:341      |
| Stand: 23. April 2025   |        |                  |               |                     |              |

### Rekordspieler
Stand: Saisonende 2024/25; Anmerkung: Fettgedruckte Spieler sind noch aktiv

#### Einsätze

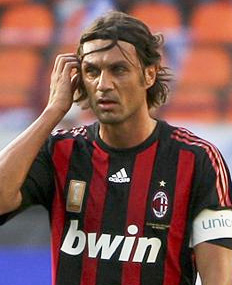
Paolo Maldini

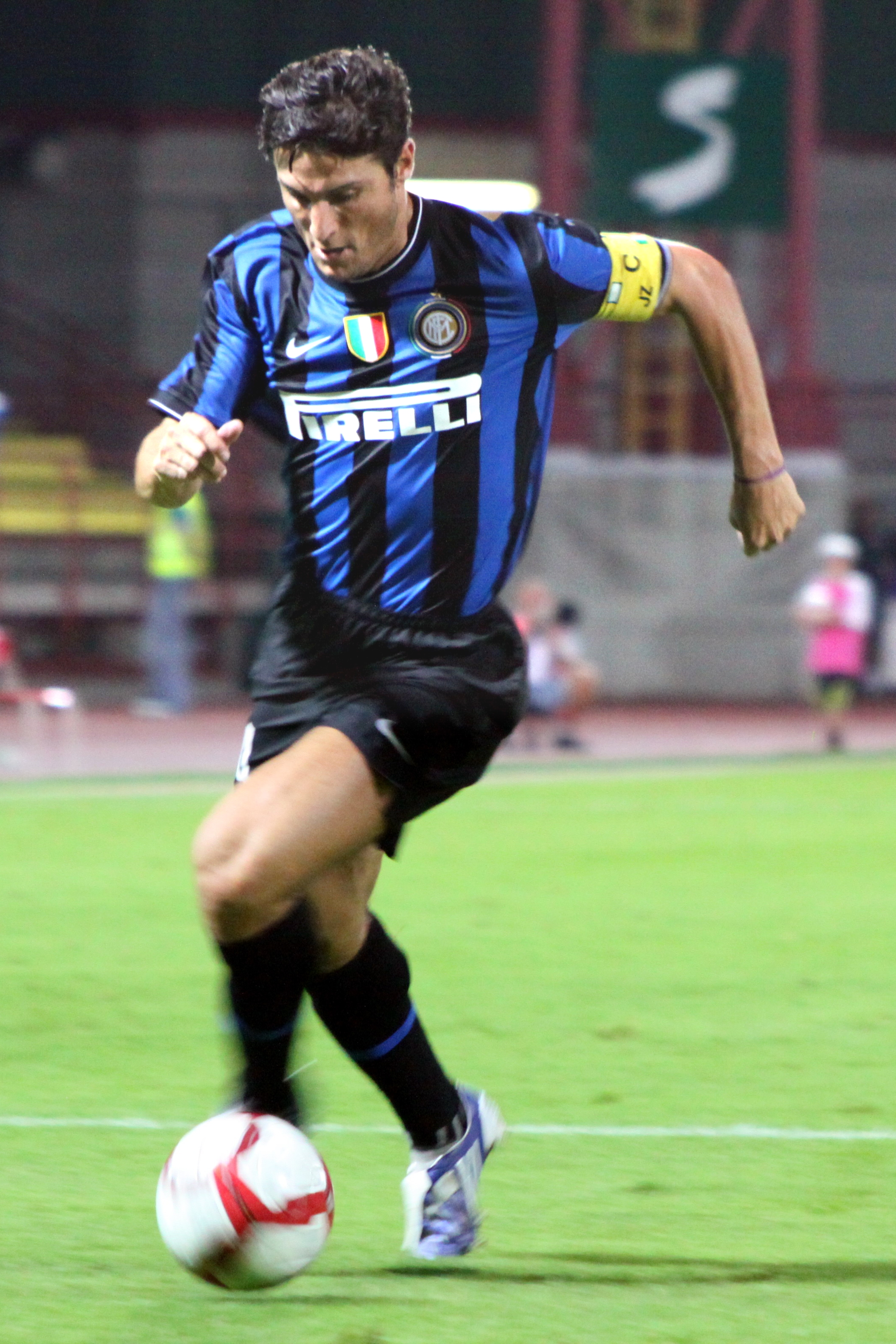
Javier Zanetti

Die Liste der meisten Pflichtspiel-Einsätze im Derby della Madonnina führt mit 56 Einsätze Paolo Maldini an, der von 1984 bis 2009 in Diensten der AC Mailand stand. Rang zwei belegt der Argentinier Javier Zanetti, der von 1995 bis 2014 für Inter Mailand auflief. Es folgt Giuseppe Bergomi (Inter Mailand), der Weltmeister von 1982 brachte es zwischen 1980 und 1999 auf 44 Derby-Einsätze.
| Rang | Nat.        | Spieler               | Verein                            | Einsätze |
| ---- | ----------- | --------------------- | --------------------------------- | -------- |
| 01   | Italien     | Paolo Maldini         | AC Mailand                        | 56       |
| 02   | Argentinien | Javier Zanetti        | Inter Mailand                     | 47       |
| 03   | Italien     | Giuseppe Bergomi      | Inter Mailand                     | 44       |
| 04   | Italien     | Alessandro Costacurta | AC Mailand                        | 43       |
| 05   | Italien     | Gianni Rivera         | AC Mailand                        | 42       |
| 06   | Italien     | Giacinto Facchetti    | Inter Mailand                     | 40       |
| 06   | Italien     | Alessandro Mazzola    | Inter Mailand                     | 40       |
| 06   | Italien     | Giuseppe Meazza       | Inter Mailand (37) AC Mailand (3) | 40       |
| 07   | Italien     | Franco Baresi         | AC Mailand                        | 39       |
| 08   | Italien     | Mauro Tassotti        | AC Mailand                        | 35       |
| 09   | Italien     | Tarcisio Burgnich     | Inter Mailand                     | 34       |
| 10   | Italien     | Giuseppe Baresi       | Inter Mailand                     | 33       |
| 10   | Italien     | Mario Corso           | Inter Mailand                     | 33       |
| 11   | Italien     | Marco Sala            | AC Mailand (31) Inter Mailand (1) | 32       |
| 12   | Niederlande | Clarence Seedorf      | AC Mailand (24) Inter Mailand (7) | 31       |
| 12   | Italien     | Luigi Perversi        | AC Mailand                        | 31       |

#### Torschützen

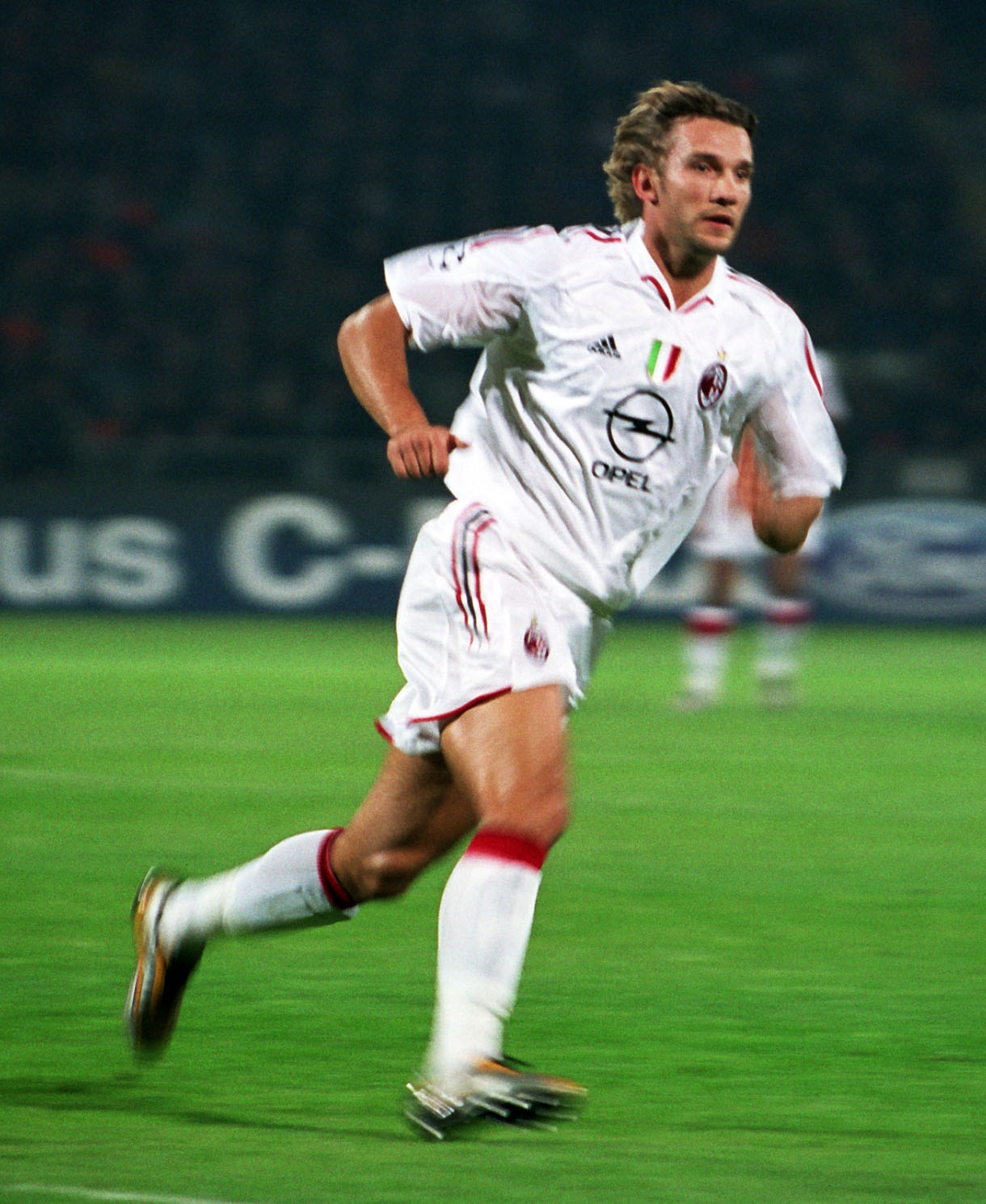
Andrij Schewtschenko

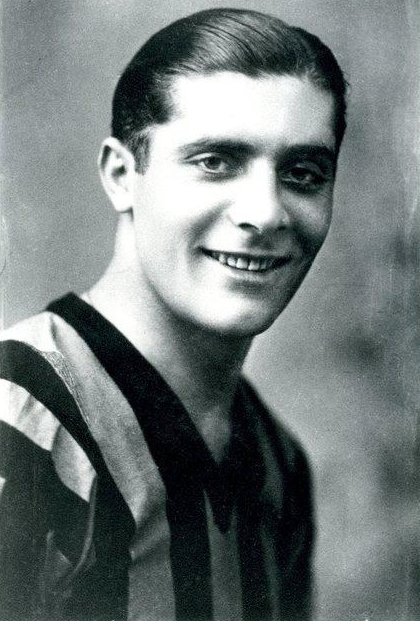
Giuseppe Meazza

Die folgende Liste zeigt die Spieler, die in Pflichtspielen mehr als fünf Tore im Derby della Madonnina erzielten. Der treffsicherste Schütze war der Ukrainer Andrij Schewtschenko. Er konnte in seiner Zeit bei der AC Mailand von 1999 bis 2006 14 Tore erzielen. Ihm folgt die Mailänder Fußball-Legende Giuseppe Meazza, der seine 13 Treffer für beide Teams markierte. Mit 11 Toren belegen der Schwede Gunnar Nordahl, von 1949 bis 1956 in Diensten der Rossoneri, und der Ungar István Nyers in Diensten der Nerazzurri den dritten Platz.
| Rang | Nat.                | Spieler              | Verein                            | Tore |
| ---- | ------------------- | -------------------- | --------------------------------- | ---- |
| 01   | Ukraine             | Andrij Schewtschenko | AC Mailand                        | 14   |
| 02   | Italien             | Giuseppe Meazza      | Inter Mailand (12) AC Mailand (1) | 13   |
| 03   | Schweden            | Gunnar Nordahl       | AC Mailand                        | 11   |
| 03   | Ungarn              | István Nyers         | Inter Mailand                     | 11   |
| 04   | Italien             | Enrico Candiani      | Inter Mailand (7) AC Mailand (3)  | 10   |
| 04   | Schweden            | Zlatan Ibrahimović   | AC Mailand (8) Inter Mailand (2)  | 10   |
| 05   | Argentinien         | Lautaro Martínez     | Inter Mailand                     | 09   |
| 06   | Brasilien Italien   | José Altafini        | AC Mailand                        | 07   |
| 06   | Italien             | Alessandro Altobelli | Inter Mailand                     | 07   |
| 06   | Italien             | Roberto Boninsegna   | Inter Mailand                     | 07   |
| 06   | Italien             | Benito Lorenzi       | Inter Mailand                     | 07   |
| 06   | Belgien             | Louis Van Hege       | AC Mailand                        | 07   |
| 07   | Italien             | Aldo Boffi           | AC Mailand                        | 06   |
| 07   | Italien             | Aldo Cevenini        | AC Mailand (4) Inter Mailand (2)  | 06   |
| 07   | Argentinien Italien | Attilio Demaría      | Inter Mailand                     | 06   |
| 07   | Italien             | Sandro Mazzola       | Inter Mailand                     | 06   |
| 07   | Argentinien         | Diego Milito         | Inter Mailand                     | 06   |
| 07   | Italien             | Pietro Serantoni     | Inter Mailand                     | 06   |

### Weitere Rekorde
- Derby mit den meisten Toren: 11, Inter Mailand gegen AC Mailand 6:5 (6. November 1949)[19]
- Sieg mit größtem Torunterschied zugunsten von Inter Mailand: 0:5 (6. Februar 1910)
- Sieg mit größtem Torunterschied zugunsten von AC Mailand: 0:6 (11. Mai 2001)[19]
- Die meisten Derby-Siege in Folge: AC Mailand, mit 6 Siegen zwischen dem 5. Februar 1911 und 9. Februar 1919 sowie zwischen dem 30. Mai 1946 und 11. April 1948.
- Die meisten Derby-Spiele ohne Sieg: AC Mailand, 17, vom 10. November 1929 bis 7. Februar 1937.
- Schnellstes Tor für Inter Mailand: Sandro Mazzola, 13 Sekunden, 24. Februar 1963.[20]
- Schnellstes Tor für AC Mailand: José Altafini, 25 Sekunden, 26. März 1961.[21]
- Spätestes Tor für Inter Mailand: Christian Eriksen, 96 Min. 43 Sekunden, 26. Januar 2021.[22]
- Spätestes Tor für AC Mailand: Cristian Zapata, 96 Min. 38 Sekunden, 15. April 2017.[22]
- Spieler von Inter Mailand mit den meisten Toren in einem Derby: Giovanni Capra, 3 Tore am 6. Februar 1910, Amedeo Amadei, 3 Tore am 6. November 1949, István Nyers, 3 Tore am 1. November 1953, Diego Milito, 3 Tore am 6. Mai 2012 und Mauro Icardi, 3 Tore am 15. Oktober 2017.
- Spieler von AC Mailand mit den meisten Toren in einem Derby: José Altafini, 4 Tore am 27. März 1960.[19]
- Die meisten gespielten Derbys in einem Kalenderjahr: 5 (2023)
- Derby mit den höchsten Einnahmen aus dem Ticketverkauf: AC Mailand gegen Inter Mailand (2:3) am 17. März 2019 (ca. 5,7 Millionen Euro)[23]
- Saul Malatrasi ist der einzige Spieler, der mit jeweils beiden Mailänder Vereinen die Meisterschaft, die Champions League und den Weltpokal gewann.
- Zlatan Ibrahimović ist der einzige Spieler, der in beiden Vereinen Torschützenkönig der Serie A wurde: Inter Mailand (2008/09) und AC Mailand (2011/12).
- Romelu Lukaku gelang es in den meisten aufeinanderfolgenden Derbys ein Tor zu erzielen: 5 Tore zwischen dem 21. September 2019 und dem 21. Februar 2021.[24]
- Edoardo Mariani ist der jüngste Torschütze in einem Derby: 16 Jahre und 359 Tage (27. Februar 1910)
- Zlatan Ibrahimović ist der älteste Torschütze in einem Derby: 39 Jahre und 115 Tage (26. Januar 2021)[25]

### Spielstätten

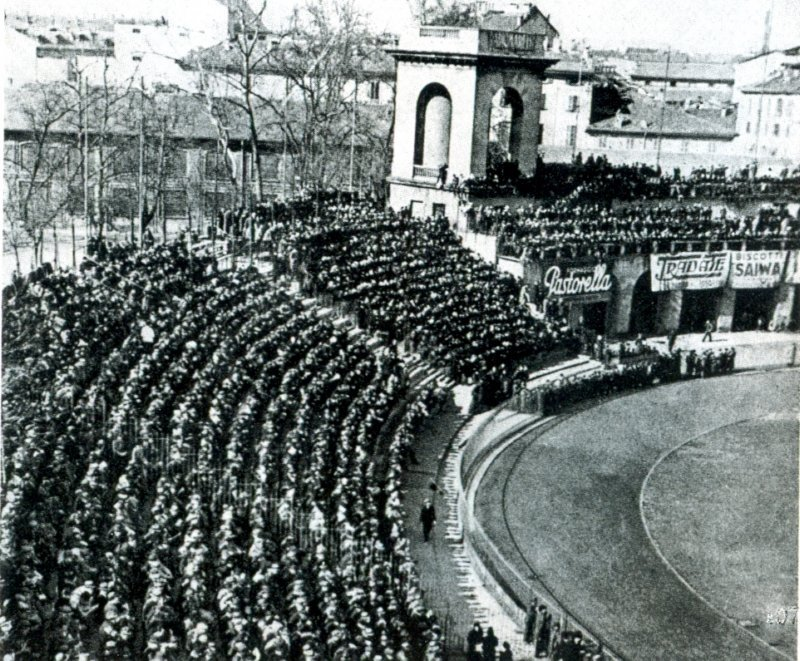
Arena Civica um 1940

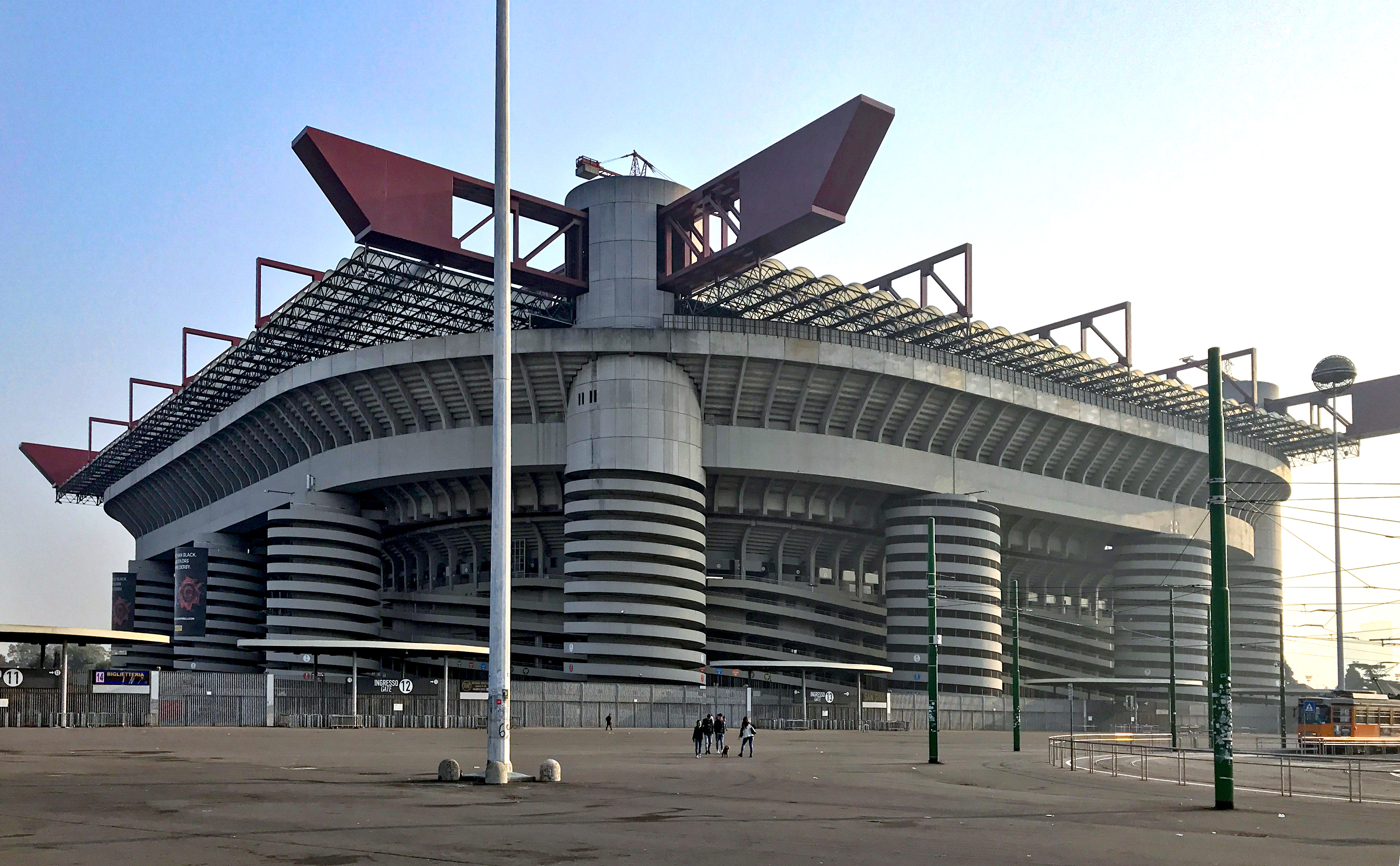
Stadio Giuseppe Meazza

Die meisten offiziellen Mailänder Derbys finden im Stadio Giuseppe Meazza (bis 1980 Stadio San Siro) statt, welches 1926 eingeweiht und seit 1947 beiden Mannschaften als Heimstätte dient. Weitere Schauplätze des Derbys, waren die Arena Civica, der Campo Milan di Porta Monforte, der Campo di via Goldoni, der Campo di viale Lombardia und im Ausland sowohl das Nationalstadion Peking, in dem der italienische Supercup 2011 ausgetragen wurde als auch das König-Fahd-Stadion sowie das KSU Stadium in Riad, in dem die Supercups 2022 bzw. 2024 ausgetragen wurden.
Folgende Tabelle listet die Stadien und Spielfelder nach Anzahl der dort ausgetragenen offiziellen Mailänder Derbys auf:
| Stadion                           | Derbys |
| --------------------------------- | ------ |
| Stadio Giuseppe Meazza (San Siro) | 206    |
| Arena Civica                      | 23     |
| Campo Milan di Porta Monforte     | 6      |
| Campo di via Goldoni              | 5      |
| Campo di viale Lombardia          | 1      |
| König-Fahd-Stadion, Riad          | 1      |
| KSU Stadium, Riad                 | 1      |
| Nationalstadion, Peking           | 1      |
| Offizielle Derbys (Gesamt)        | 244    |

## Übersicht der Pflichtspiele
Folgende Tabellen listen in chronologischer Reihenfolge die Pflichtspiele beider Vereine auf.
| Nr. | Datum         | Saison                                               | Heim          | Gast          | Ergebnis  | Austragungsort                         |
| --- | ------------- | ---------------------------------------------------- | ------------- | ------------- | --------- | -------------------------------------- |
| 001 | 10. Jan. 1909 | Meisterschaft 1909 Ausscheidungsrunde                | AC Mailand    | Inter Mailand | 3:2       | Campo Milan di Porta Monforte Mailand  |
| 002 | 6. Feb. 1910  | Meisterschaft 1909/10 10. Spieltag                   | AC Mailand    | Inter Mailand | 0:5       | Campo Milan di Porta Monforte Mailand  |
| 003 | 27. Feb. 1910 | Meisterschaft 1909/10 13. Spieltag                   | Inter Mailand | AC Mailand    | 5:1       | Arena Civica Mailand                   |
| 004 | 5. Feb. 1911  | Meisterschaft 1910/11 5. Spieltag                    | Inter Mailand | AC Mailand    | 0:2       | Arena Civica Mailand                   |
| 005 | 30. Apr. 1911 | Meisterschaft 1910/11 13. Spieltag                   | AC Mailand    | Inter Mailand | 6:3       | Campo Milan di Porta Monforte Mailand  |
| 006 | 5. Nov. 1911  | Meisterschaft 1911/12 5. Spieltag                    | AC Mailand    | Inter Mailand | 2:1       | Campo Milan di Porta Monforte Mailand  |
| 007 | 21. Jan. 1912 | Meisterschaft 1911/12 14. Spieltag                   | Inter Mailand | AC Mailand    | 0:3       | Arena Civica Mailand                   |
| 008 | 17. Nov. 1912 | Meisterschaft 1912/13 3. Spieltag                    | Inter Mailand | AC Mailand    | 1:2       | Arena Civica Mailand                   |
| 009 | 9. Feb. 1913  | Meisterschaft 1912/13 7. Spieltag                    | AC Mailand    | Inter Mailand | 1:0       | Campo Milan di Porta Monforte Mailand  |
| 010 | 30. Nov. 1913 | Meisterschaft 1913/14 7. Spieltag                    | AC Mailand    | Inter Mailand | 0:1       | Campo Milan di Porta Monforte Mailand  |
| 011 | 22. Feb. 1914 | Meisterschaft 1913/14 16. Spieltag                   | Inter Mailand | AC Mailand    | 5:2       | Campo di Via Goldoni Mailand           |
| 012 | 2. Mai 1915   | Meisterschaft 1914/15 19. Spieltag                   | Inter Mailand | AC Mailand    | 3:1       | Campo di Via Goldoni Mailand           |
| 013 | 19. Dez. 1920 | Meisterschaft 1920/21 8. Spieltag                    | Inter Mailand | AC Mailand    | 0:0       | Campo di Via Goldoni Mailand           |
| 014 | 30. Jan. 1921 | Meisterschaft 1920/21 13. Spieltag                   | AC Mailand    | Inter Mailand | 1:1       | Campo di Viale Lombardia Mailand       |
| 015 | 3. Apr. 1927  | Meisterschaft 1926/27 19. Spieltag                   | Inter Mailand | AC Mailand    | 1:2       | Stadio San Siro Mailand                |
| 016 | 5. Juni 1927  | Meisterschaft 1926/27 25. Spieltag                   | AC Mailand    | Inter Mailand | 1:1       | Stadio San Siro Mailand                |
| 017 | 29. Apr. 1928 | Meisterschaft 1927/28 25. Spieltag                   | AC Mailand    | Inter Mailand | 1:2       | Stadio San Siro Mailand                |
| 018 | 8. Juli 1928  | Meisterschaft 1927/28 32. Spieltag                   | Inter Mailand | AC Mailand    | 2:3       | Campo di Via Goldoni Mailand           |
| 019 | 10. Nov. 1929 | Serie A 1929/30 6. Spieltag                          | AC Mailand    | Inter Mailand | 1:2       | Stadio San Siro Mailand                |
| 020 | 13. Apr. 1930 | Serie A 1929/30 23. Spieltag                         | Inter Mailand | AC Mailand    | 2:0       | Campo di Via Goldoni Mailand           |
| 021 | 26. Okt. 1930 | Serie A 1930/31 5. Spieltag                          | Inter Mailand | AC Mailand    | 1:1       | Arena Civica Mailand                   |
| 022 | 19. März 1931 | Serie A 1930/31 22. Spieltag                         | AC Mailand    | Inter Mailand | 1:4       | Stadio San Siro Mailand                |
| 023 | 18. Okt. 1931 | Serie A 1931/32 5. Spieltag                          | AC Mailand    | Inter Mailand | 2:3       | Stadio San Siro Mailand                |
| 024 | 6. März 1932  | Serie A 1931/32 22. Spieltag                         | Inter Mailand | AC Mailand    | 0:0       | Arena Civica Mailand                   |
| 025 | 6. Nov. 1932  | Serie A 1932/33 7. Spieltag                          | Inter Mailand | AC Mailand    | 5:4       | Arena Civica Mailand                   |
| 026 | 9. Apr. 1933  | Serie A 1932/33 24. Spieltag                         | AC Mailand    | Inter Mailand | 1:3       | Stadio San Siro Mailand                |
| 027 | 1. Nov. 1933  | Serie A 1933/34 8. Spieltag                          | Inter Mailand | AC Mailand    | 3:0       | Arena Civica Mailand                   |
| 028 | 11. März 1934 | Serie A 1933/34 25. Spieltag                         | AC Mailand    | Inter Mailand | 1:2       | Stadio San Siro Mailand                |
| 029 | 2. Dez. 1934  | Serie A 1934/35 8. Spieltag                          | AC Mailand    | Inter Mailand | 2:2       | Stadio San Siro Mailand                |
| 030 | 14. Apr. 1935 | Serie A 1934/35 23. Spieltag                         | Inter Mailand | AC Mailand    | 2:0       | Arena Civica Mailand                   |
| 031 | 29. Sep. 1935 | Serie A 1935/36 2. Spieltag                          | Inter Mailand | AC Mailand    | 1:1       | Arena Civica Mailand                   |
| 032 | 2. Feb. 1936  | Serie A 1935/36 17. Spieltag                         | AC Mailand    | Inter Mailand | 2:2       | Arena Civica Mailand                   |
| 033 | 4. Okt. 1936  | Serie A 1936/37 4. Spieltag                          | AC Mailand    | Inter Mailand | 1:1       | Stadio San Siro Mailand                |
| 034 | 7. Feb. 1937  | Serie A 1936/37 19. Spieltag                         | Inter Mailand | AC Mailand    | 1:1       | Arena Civica Mailand                   |
| 035 | 17. Okt. 1937 | Serie A 1937/38 6. Spieltag                          | Inter Mailand | AC Mailand    | 2:1       | Arena Civica Mailand                   |
| 036 | 20. Feb. 1938 | Serie A 1937/38 21. Spieltag                         | AC Mailand    | Inter Mailand | 1:0       | Stadio San Siro Mailand                |
| 037 | 2. Okt. 1938  | Serie A 1938/39 3. Spieltag                          | Inter Mailand | AC Mailand    | 1:0       | Arena Civica Mailand                   |
| 038 | 12. Feb. 1939 | Serie A 1938/39 18. Spieltag                         | AC Mailand    | Inter Mailand | 3:1       | Stadio San Siro Mailand                |
| 039 | 17. Dez. 1939 | Serie A 1939/40 12. Spieltag                         | Inter Mailand | AC Mailand    | 0:3       | Arena Civica Mailand                   |
| 040 | 12. Mai 1940  | Serie A 1939/40 27. Spieltag                         | AC Mailand    | Inter Mailand | 1:3       | Stadio San Siro Mailand                |
| 041 | 20. Okt. 1940 | Serie A 1940/41 3. Spieltag                          | AC Mailand    | Inter Mailand | 0:1       | Stadio San Siro Mailand                |
| 042 | 9. Feb. 1941  | Serie A 1940/41 18. Spieltag                         | Inter Mailand | AC Mailand    | 2:2       | Arena Civica Mailand                   |
| 043 | 25. Jan. 1942 | Serie A 1941/42 14. Spieltag                         | AC Mailand    | Inter Mailand | 2:1       | Arena Civica Mailand                   |
| 044 | 7. Juni 1942  | Serie A 1941/42 29. Spieltag                         | Inter Mailand | AC Mailand    | 2:2       | Arena Civica Mailand                   |
| 045 | 3. Jan. 1943  | Serie A 1942/43 14. Spieltag                         | Inter Mailand | AC Mailand    | 3:1       | Arena Civica Mailand                   |
| 046 | 18. Apr. 1943 | Serie A 1942/43 29. Spieltag                         | AC Mailand    | Inter Mailand | 0:3       | Arena Civica Mailand                   |
| 047 | 23. Jan. 1944 | Campionato Alta Italia 1944 2. Spieltag              | Inter Mailand | AC Mailand    | 3:1       | Arena Civica Mailand                   |
| 048 | 19. März 1944 | Campionato Alta Italia 1944 9. Spieltag              | AC Mailand    | Inter Mailand | 2:0       | Arena Civica Mailand                   |
| 049 | 4. Nov. 1945  | Meisterschaft 1945/46 4. Spieltag                    | AC Mailand    | Inter Mailand | 1:3       | Stadio San Siro Mailand                |
| 050 | 10. Feb. 1946 | Meisterschaft 1945/46 17. Spieltag                   | Inter Mailand | AC Mailand    | 2:0       | Stadio San Siro Mailand                |
| 051 | 30. Mai 1946  | Meisterschaft 1945/46 Finalrunde 6. Spieltag         | AC Mailand    | Inter Mailand | 3:2       | Stadio San Siro Mailand                |
| 052 | 21. Juli 1946 | Meisterschaft 1945/46 Finalrunde 13. Spieltag        | Inter Mailand | AC Mailand    | 0:1       | Arena Civica Mailand                   |
| 053 | 20. Okt. 1946 | Serie A 1946/47 4. Spieltag                          | AC Mailand    | Inter Mailand | 3:1       | Stadio San Siro Mailand                |
| 054 | 16. März 1947 | Serie A 1946/47 23. Spieltag                         | Inter Mailand | AC Mailand    | 1:2       | Stadio San Siro Mailand                |
| 055 | 2. Nov. 1947  | Serie A 1947/48 8. Spieltag                          | AC Mailand    | Inter Mailand | 3:2       | Stadio San Siro Mailand                |
| 056 | 11. Apr. 1948 | Serie A 1947/48 28. Spieltag                         | Inter Mailand | AC Mailand    | 0:2       | Stadio San Siro Mailand                |
| 057 | 17. Okt. 1948 | Serie A 1948/49 5. Spieltag                          | AC Mailand    | Inter Mailand | 0:2       | Stadio San Siro Mailand                |
| 058 | 6. Feb. 1949  | Serie A 1948/49 24. Spieltag                         | Inter Mailand | AC Mailand    | 4:4       | Stadio San Siro Mailand                |
| 059 | 6. Nov. 1949  | Serie A 1949/50 10. Spieltag                         | Inter Mailand | AC Mailand    | 6:5       | Stadio San Siro Mailand                |
| 060 | 19. März 1950 | Serie A 1949/50 29. Spieltag                         | AC Mailand    | Inter Mailand | 3:1       | Stadio San Siro Mailand                |
| 061 | 12. Nov. 1950 | Serie A 1950/51 10. Spieltag                         | AC Mailand    | Inter Mailand | 2:3       | Stadio San Siro Mailand                |
| 062 | 25. März 1951 | Serie A 1950/51 29. Spieltag                         | Inter Mailand | AC Mailand    | 0:1       | Stadio San Siro Mailand                |
| 063 | 4. Nov. 1951  | Serie A 1951/52 9. Spieltag                          | Inter Mailand | AC Mailand    | 2:2       | Stadio San Siro Mailand                |
| 064 | 6. Apr. 1952  | Serie A 1951/52 28. Spieltag                         | AC Mailand    | Inter Mailand | 2:1       | Stadio San Siro Mailand                |
| 065 | 2. Nov. 1952  | Serie A 1952/53 7. Spieltag                          | AC Mailand    | Inter Mailand | 0:1       | Stadio San Siro Mailand                |
| 066 | 8. März 1953  | Serie A 1952/53 24. Spieltag                         | Inter Mailand | AC Mailand    | 0:0       | Stadio San Siro Mailand                |
| 067 | 1. Nov. 1953  | Serie A 1953/54 8. Spieltag                          | Inter Mailand | AC Mailand    | 3:0       | Stadio San Siro Mailand                |
| 068 | 21. März 1954 | Serie A 1953/54 25. Spieltag                         | AC Mailand    | Inter Mailand | 2:0       | Stadio San Siro Mailand                |
| 069 | 7. Nov. 1954  | Serie A 1954/55 8. Spieltag                          | AC Mailand    | Inter Mailand | 1:1       | Stadio San Siro Mailand                |
| 070 | 3. Apr. 1955  | Serie A 1954/55 25. Spieltag                         | Inter Mailand | AC Mailand    | 1:1       | Stadio San Siro Mailand                |
| 071 | 16. Okt. 1955 | Serie A 1955/56 5. Spieltag                          | Inter Mailand | AC Mailand    | 2:1       | Stadio San Siro Mailand                |
| 072 | 11. März 1956 | Serie A 1955/56 22. Spieltag                         | AC Mailand    | Inter Mailand | 1:2       | Stadio San Siro Mailand                |
| 073 | 21. Okt. 1956 | Serie A 1956/57 6. Spieltag                          | AC Mailand    | Inter Mailand | 1:1       | Stadio San Siro Mailand                |
| 074 | 10. März 1957 | Serie A 1956/57 23. Spieltag                         | Inter Mailand | AC Mailand    | 1:1       | Stadio San Siro Mailand                |
| 075 | 6. Okt. 1957  | Serie A 1957/58 5. Spieltag                          | Inter Mailand | AC Mailand    | 1:0       | Stadio San Siro Mailand                |
| 076 | 23. Feb. 1958 | Serie A 1957/58 22. Spieltag                         | AC Mailand    | Inter Mailand | 2:2       | Stadio San Siro Mailand                |
| 077 | 15. Juni 1958 | Coppa Italia 1958 Gruppenspiel 2. Spieltag           | AC Mailand    | Inter Mailand | 3:2       | Stadio San Siro Mailand                |
| 078 | 6. Juli 1958  | Coppa Italia 1958 Gruppenspiel 5. Spieltag           | Inter Mailand | AC Mailand    | 1:1       | Stadio San Siro Mailand                |
| 079 | 2. Nov. 1958  | Serie A 1958/59 7. Spieltag                          | AC Mailand    | Inter Mailand | 1:1       | Stadio San Siro Mailand                |
| 080 | 22. März 1959 | Serie A 1958/59 24. Spieltag                         | Inter Mailand | AC Mailand    | 1:0       | Stadio San Siro Mailand                |
| 081 | 8. Nov. 1959  | Serie A 1959/60 7. Spieltag                          | Inter Mailand | AC Mailand    | 0:0       | Stadio San Siro Mailand                |
| 082 | 27. März 1960 | Serie A 1959/60 24. Spieltag                         | AC Mailand    | Inter Mailand | 5:3       | Stadio San Siro Mailand                |
| 083 | 20. Nov. 1960 | Serie A 1960/61 8. Spieltag                          | AC Mailand    | Inter Mailand | 0:1       | Stadio San Siro Mailand                |
| 084 | 26. März 1961 | Serie A 1960/61 25. Spieltag                         | Inter Mailand | AC Mailand    | 1:2       | Stadio San Siro Mailand                |
| 085 | 1. Okt. 1961  | Serie A 1961/62 7. Spieltag                          | Inter Mailand | AC Mailand    | 1:3       | Stadio San Siro Mailand                |
| 086 | 4. Feb. 1962  | Serie A 1961/62 24. Spieltag                         | AC Mailand    | Inter Mailand | 0:2       | Stadio San Siro Mailand                |
| 087 | 21. Okt. 1962 | Serie A 1962/63 6. Spieltag                          | AC Mailand    | Inter Mailand | 1:1       | Stadio San Siro Mailand                |
| 088 | 24. Feb. 1963 | Serie A 1962/63 22. Spieltag                         | Inter Mailand | AC Mailand    | 1:1       | Stadio San Siro Mailand                |
| 089 | 19. Jan. 1964 | Serie A 1963/64 17. Spieltag                         | Inter Mailand | AC Mailand    | 0:2       | Stadio San Siro Mailand                |
| 090 | 22. März 1964 | Serie A 1963/64 26. Spieltag                         | AC Mailand    | Inter Mailand | 1:1       | Stadio San Siro Mailand                |
| 091 | 15. Nov. 1964 | Serie A 1964/65 9. Spieltag                          | AC Mailand    | Inter Mailand | 3:0       | Stadio San Siro Mailand                |
| 092 | 28. März 1965 | Serie A 1964/65 26. Spieltag                         | Inter Mailand | AC Mailand    | 5:2       | Stadio San Siro Mailand                |
| 093 | 21. Nov. 1965 | Serie A 1965/66 10. Spieltag                         | Inter Mailand | AC Mailand    | 1:1       | Stadio San Siro Mailand                |
| 094 | 3. Apr. 1966  | Serie A 1965/66 27. Spieltag                         | AC Mailand    | Inter Mailand | 1:2       | Stadio San Siro Mailand                |
| 095 | 20. Nov. 1966 | Serie A 1966/67 9. Spieltag                          | AC Mailand    | Inter Mailand | 0:1       | Stadio San Siro Mailand                |
| 096 | 2. Apr. 1967  | Serie A 1966/67 26. Spieltag                         | Inter Mailand | AC Mailand    | 4:0       | Stadio San Siro Mailand                |
| 097 | 22. Okt. 1967 | Serie A 1967/68 5. Spieltag                          | Inter Mailand | AC Mailand    | 1:1       | Stadio San Siro Mailand                |
| 098 | 18. Feb. 1968 | Serie A 1967/68 20. Spieltag                         | AC Mailand    | Inter Mailand | 1:1       | Stadio San Siro Mailand                |
| 099 | 16. Juni 1968 | Coppa Italia 1967/68 Finalrunde 2. Spieltag          | Inter Mailand | AC Mailand    | 0:0       | Stadio San Siro Mailand                |
| 100 | 26. Juni 1968 | Coppa Italia 1967/68 Finalrunde 5. Spieltag          | AC Mailand    | Inter Mailand | 4:2       | Stadio San Siro Mailand                |
| 101 | 3. Nov. 1968  | Serie A 1968/69 5. Spieltag                          | AC Mailand    | Inter Mailand | 1:0       | Stadio San Siro Mailand                |
| 102 | 2. März 1969  | Serie A 1968/69 20. Spieltag                         | Inter Mailand | AC Mailand    | 1:1       | Stadio San Siro Mailand                |
| 103 | 9. Nov. 1969  | Serie A 1969/70 8. Spieltag                          | Inter Mailand | AC Mailand    | 0:0       | Stadio San Siro Mailand                |
| 104 | 8. März 1970  | Serie A 1969/70 23. Spieltag                         | AC Mailand    | Inter Mailand | 0:1       | Stadio San Siro Mailand                |
| 105 | 8. Nov. 1970  | Serie A 1970/71 5. Spieltag                          | AC Mailand    | Inter Mailand | 3:0       | Stadio San Siro Mailand                |
| 106 | 7. März 1971  | Serie A 1970/71 20. Spieltag                         | Inter Mailand | AC Mailand    | 2:0       | Stadio San Siro Mailand                |
| 107 | 28. Nov. 1971 | Serie A 1971/72 7. Spieltag                          | Inter Mailand | AC Mailand    | 2:3       | Stadio San Siro Mailand                |
| 108 | 19. März 1972 | Serie A 1971/72 22. Spieltag                         | AC Mailand    | Inter Mailand | 1:1       | Stadio San Siro Mailand                |
| 109 | 7. Juni 1972  | Coppa Italia 1971/72 2. Gruppenphase 2. Spieltag     | AC Mailand    | Inter Mailand | 1:0       | Stadio San Siro Mailand                |
| 110 | 28. Juni 1972 | Coppa Italia 1971/72 2. Gruppenphase 5. Spieltag     | Inter Mailand | AC Mailand    | 0:1       | Stadio San Siro Mailand                |
| 111 | 19. Nov. 1972 | Serie A 1972/73 7. Spieltag                          | AC Mailand    | Inter Mailand | 3:2       | Stadio San Siro Mailand                |
| 112 | 18. März 1973 | Serie A 1972/73 22. Spieltag                         | Inter Mailand | AC Mailand    | 0:2       | Stadio San Siro Mailand                |
| 113 | 2. Dez. 1973  | Serie A 1973/74 7. Spieltag                          | Inter Mailand | AC Mailand    | 2:1       | Stadio San Siro Mailand                |
| 114 | 23. Jan. 1974 | Coppa Italia 1973/74 2. Gruppenphase 2. Spieltag     | AC Mailand    | Inter Mailand | 0:1       | Stadio San Siro Mailand                |
| 115 | 24. März 1974 | Serie A 1973/74 22. Spieltag                         | AC Mailand    | Inter Mailand | 1:5       | Stadio San Siro Mailand                |
| 116 | 1. Mai 1974   | Coppa Italia 1973/74 2. Gruppenphase 6. Spieltag     | Inter Mailand | AC Mailand    | 2:1       | Stadio San Siro Mailand                |
| 117 | 10. Nov. 1974 | Serie A 1974/75 6. Spieltag                          | Inter Mailand | AC Mailand    | 0:0       | Stadio San Siro Mailand                |
| 118 | 9. März 1975  | Serie A 1974/75 21. Spieltag                         | AC Mailand    | Inter Mailand | 3:0       | Stadio San Siro Mailand                |
| 119 | 25. Mai 1975  | Coppa Italia 1974/75 2. Gruppenphase 1. Spieltag     | Inter Mailand | AC Mailand    | 0:1       | Stadio San Siro Mailand                |
| 120 | 15. Juni 1975 | Coppa Italia 1974/75 2. Gruppenphase 4. Spieltag     | Inter Mailand | AC Mailand    | 0:0       | Stadio San Siro Mailand                |
| 121 | 7. Dez. 1975  | Serie A 1975/76 8. Spieltag                          | AC Mailand    | Inter Mailand | 2:1       | Stadio San Siro Mailand                |
| 122 | 28. März 1976 | Serie A 1975/76 23. Spieltag                         | Inter Mailand | AC Mailand    | 0:1       | Stadio San Siro Mailand                |
| 123 | 28. Nov. 1976 | Serie A 1976/77 7. Spieltag                          | AC Mailand    | Inter Mailand | 1:1       | Stadio San Siro Mailand                |
| 124 | 27. März 1977 | Serie A 1976/77 22. Spieltag                         | Inter Mailand | AC Mailand    | 0:0       | Stadio San Siro Mailand                |
| 125 | 3. Juli 1977  | Coppa Italia 1976/77 Finale                          | AC Mailand    | Inter Mailand | 2:0       | Stadio San Siro Mailand                |
| 126 | 6. Nov. 1977  | Serie A 1977/78 7. Spieltag                          | Inter Mailand | AC Mailand    | 1:3       | Stadio San Siro Mailand                |
| 127 | 12. März 1978 | Serie A 1977/78 22. Spieltag                         | AC Mailand    | Inter Mailand | 0:0       | Stadio San Siro Mailand                |
| 128 | 12. Nov. 1978 | Serie A 1978/79 7. Spieltag                          | AC Mailand    | Inter Mailand | 1:0       | Stadio San Siro Mailand                |
| 129 | 18. März 1979 | Serie A 1978/79 22. Spieltag                         | Inter Mailand | AC Mailand    | 2:2       | Stadio San Siro Mailand                |
| 130 | 28. Okt. 1979 | Serie A 1979/80 7. Spieltag                          | Inter Mailand | AC Mailand    | 2:0       | Stadio San Siro Mailand                |
| 131 | 2. März 1980  | Serie A 1979/80 22. Spieltag                         | AC Mailand    | Inter Mailand | 0:1       | Stadio Giuseppe Meazza Mailand         |
| 132 | 7. Sep. 1980  | Coppa Italia 1980/81 Gruppenphase 5. Spieltag        | AC Mailand    | Inter Mailand | 0:1       | Stadio Giuseppe Meazza Mailand         |
| 133 | 6. Sep. 1981  | Coppa Italia 1981/82 Gruppenphase 5. Spieltag        | Inter Mailand | AC Mailand    | 2:2       | Stadio Giuseppe Meazza Mailand         |
| 134 | 25. Okt. 1981 | Serie A 1981/82 6. Spieltag                          | AC Mailand    | Inter Mailand | 0:1       | Stadio Giuseppe Meazza Mailand         |
| 135 | 7. März 1982  | Serie A 1981/82 21. Spieltag                         | Inter Mailand | AC Mailand    | 2:1       | Stadio Giuseppe Meazza Mailand         |
| 136 | 6. Nov. 1983  | Serie A 1983/84 8. Spieltag                          | Inter Mailand | AC Mailand    | 2:0       | Stadio Giuseppe Meazza Mailand         |
| 137 | 18. März 1984 | Serie A 1983/84 23. Spieltag                         | AC Mailand    | Inter Mailand | 0:0       | Stadio Giuseppe Meazza Mailand         |
| 138 | 28. Okt. 1984 | Serie A 1984/85 7. Spieltag                          | AC Mailand    | Inter Mailand | 2:1       | Stadio Giuseppe Meazza Mailand         |
| 139 | 17. März 1985 | Serie A 1984/85 22. Spieltag                         | Inter Mailand | AC Mailand    | 2:2       | Stadio Giuseppe Meazza Mailand         |
| 140 | 23. Juni 1985 | Coppa Italia 1984/85 Halbfinal-Hinspiel              | Inter Mailand | AC Mailand    | 1:2       | Stadio Giuseppe Meazza Mailand         |
| 141 | 26. Juni 1985 | Coppa Italia 1984/85 Halbfinal-Rückspiel             | AC Mailand    | Inter Mailand | 1:1       | Stadio Giuseppe Meazza Mailand         |
| 142 | 1. Dez. 1985  | Serie A 1985/86 12. Spieltag                         | AC Mailand    | Inter Mailand | 2:2       | Stadio Giuseppe Meazza Mailand         |
| 143 | 6. Apr. 1986  | Serie A 1985/86 27. Spieltag                         | Inter Mailand | AC Mailand    | 1:0       | Stadio Giuseppe Meazza Mailand         |
| 144 | 12. Okt. 1986 | Serie A 1986/87 5. Spieltag                          | AC Mailand    | Inter Mailand | 0:0       | Stadio Giuseppe Meazza Mailand         |
| 145 | 1. März 1987  | Serie A 1986/87 20. Spieltag                         | Inter Mailand | AC Mailand    | 1:2       | Stadio Giuseppe Meazza Mailand         |
| 146 | 20. Dez. 1987 | Serie A 1987/88 12. Spieltag                         | Inter Mailand | AC Mailand    | 0:1       | Stadio Giuseppe Meazza Mailand         |
| 147 | 24. Apr. 1988 | Serie A 1987/88 27. Spieltag                         | AC Mailand    | Inter Mailand | 2:0       | Stadio Giuseppe Meazza Mailand         |
| 148 | 11. Dez. 1988 | Serie A 1988/89 9. Spieltag                          | AC Mailand    | Inter Mailand | 0:1       | Stadio Giuseppe Meazza Mailand         |
| 149 | 30. Apr. 1989 | Serie A 1988/89 26. Spieltag                         | Inter Mailand | AC Mailand    | 0:0       | Stadio Giuseppe Meazza Mailand         |
| 150 | 19. Nov. 1989 | Serie A 1989/90 12. Spieltag                         | Inter Mailand | AC Mailand    | 0:3       | Stadio Giuseppe Meazza Mailand         |
| 151 | 18. März 1990 | Serie A 1989/90 29. Spieltag                         | AC Mailand    | Inter Mailand | 1:3       | Stadio Giuseppe Meazza Mailand         |
| 152 | 18. Nov. 1990 | Serie A 1990/91 9. Spieltag                          | AC Mailand    | Inter Mailand | 0:1       | Stadio Giuseppe Meazza Mailand         |
| 153 | 24. März 1991 | Serie A 1990/91 26. Spieltag                         | Inter Mailand | AC Mailand    | 0:1       | Stadio Giuseppe Meazza Mailand         |
| 154 | 1. Dez. 1991  | Serie A 1991/92 12. Spieltag                         | Inter Mailand | AC Mailand    | 1:1       | Stadio Giuseppe Meazza Mailand         |
| 155 | 18. Apr. 1992 | Serie A 1991/92 29. Spieltag                         | AC Mailand    | Inter Mailand | 1:0       | Stadio Giuseppe Meazza Mailand         |
| 156 | 22. Nov. 1992 | Serie A 1992/93 10. Spieltag                         | AC Mailand    | Inter Mailand | 1:1       | Stadio Giuseppe Meazza Mailand         |
| 157 | 27. Jan. 1993 | Coppa Italia 1992/93 Viertelfinal-Hinspiel           | AC Mailand    | Inter Mailand | 0:0       | Stadio Giuseppe Meazza Mailand         |
| 158 | 10. Feb. 1993 | Coppa Italia 1992/93 Viertelfinal-Rückspiel          | Inter Mailand | AC Mailand    | 0:3       | Stadio Giuseppe Meazza Mailand         |
| 159 | 10. Apr. 1993 | Serie A 1992/93 27. Spieltag                         | Inter Mailand | AC Mailand    | 1:1       | Stadio Giuseppe Meazza Mailand         |
| 160 | 7. Nov. 1993  | Serie A 1993/94 11. Spieltag                         | Inter Mailand | AC Mailand    | 1:2       | Stadio Giuseppe Meazza Mailand         |
| 161 | 20. März 1994 | Serie A 1993/94 28. Spieltag                         | AC Mailand    | Inter Mailand | 2:1       | Stadio Giuseppe Meazza Mailand         |
| 162 | 12. Okt. 1994 | Coppa Italia 1994/95 Achtelfinal-Hinspiel            | AC Mailand    | Inter Mailand | 1:2       | Stadio Giuseppe Meazza Mailand         |
| 163 | 26. Okt. 1994 | Coppa Italia 1994/95 Achtelfinal-Rückspiel           | Inter Mailand | AC Mailand    | 2:1       | Stadio Giuseppe Meazza Mailand         |
| 164 | 20. Nov. 1994 | Serie A 1994/95 10. Spieltag                         | AC Mailand    | Inter Mailand | 1:1       | Stadio Giuseppe Meazza Mailand         |
| 165 | 15. Apr. 1995 | Serie A 1994/95 27. Spieltag                         | Inter Mailand | AC Mailand    | 3:1       | Stadio Giuseppe Meazza Mailand         |
| 166 | 29. Okt. 1995 | Serie A 1995/96 8. Spieltag                          | Inter Mailand | AC Mailand    | 1:1       | Stadio Giuseppe Meazza Mailand         |
| 167 | 10. März 1996 | Serie A 1995/96 25. Spieltag                         | AC Mailand    | Inter Mailand | 0:1       | Stadio Giuseppe Meazza Mailand         |
| 168 | 24. Nov. 1996 | Serie A 1996/97 10. Spieltag                         | AC Mailand    | Inter Mailand | 1:1       | Stadio Giuseppe Meazza Mailand         |
| 169 | 13. Apr. 1997 | Serie A 1996/97 27. Spieltag                         | Inter Mailand | AC Mailand    | 3:1       | Stadio Giuseppe Meazza Mailand         |
| 170 | 22. Nov. 1997 | Serie A 1997/98 9. Spieltag                          | AC Mailand    | Inter Mailand | 2:2       | Stadio Giuseppe Meazza Mailand         |
| 171 | 8. Jan. 1998  | Coppa Italia 1997/98 Viertelfinal-Hinspiel           | AC Mailand    | Inter Mailand | 5:0       | Stadio Giuseppe Meazza Mailand         |
| 172 | 21. Jan. 1998 | Coppa Italia 1997/98 Viertelfinal-Rückspiel          | Inter Mailand | AC Mailand    | 1:0       | Stadio Giuseppe Meazza Mailand         |
| 173 | 22. März 1998 | Serie A 1997/98 26. Spieltag                         | AC Mailand    | Inter Mailand | 0:3       | Stadio Giuseppe Meazza Mailand         |
| 174 | 8. Nov. 1998  | Serie A 1998/99 8. Spieltag                          | AC Mailand    | Inter Mailand | 2:2       | Stadio Giuseppe Meazza Mailand         |
| 175 | 13. März 1999 | Serie A 1998/99 25. Spieltag                         | Inter Mailand | AC Mailand    | 2:2       | Stadio Giuseppe Meazza Mailand         |
| 176 | 23. Okt. 1999 | Serie A 1999/2000 7. Spieltag                        | Inter Mailand | AC Mailand    | 1:2       | Stadio Giuseppe Meazza Mailand         |
| 177 | 12. Jan. 2000 | Coppa Italia 1999/2000 Viertelfinal-Hinspiel         | AC Mailand    | Inter Mailand | 2:3       | Stadio Giuseppe Meazza Mailand         |
| 178 | 27. Jan. 2000 | Coppa Italia 1999/2000 Viertelfinal-Rückspiel        | Inter Mailand | AC Mailand    | 1:1       | Stadio Giuseppe Meazza Mailand         |
| 179 | 5. März 2000  | Serie A 1999/2000 24. Spieltag                       | AC Mailand    | Inter Mailand | 1:2       | Stadio Giuseppe Meazza Mailand         |
| 180 | 7. Jan. 2001  | Serie A 2000/01 13. Spieltag                         | AC Mailand    | Inter Mailand | 2:2       | Stadio Giuseppe Meazza Mailand         |
| 181 | 11. Mai 2001  | Serie A 2000/01 30. Spieltag                         | Inter Mailand | AC Mailand    | 0:6       | Stadio Giuseppe Meazza Mailand         |
| 182 | 21. Okt. 2001 | Serie A 2001/02 7. Spieltag                          | Inter Mailand | AC Mailand    | 2:4       | Stadio Giuseppe Meazza Mailand         |
| 183 | 3. März 2002  | Serie A 2001/02 25. Spieltag                         | AC Mailand    | Inter Mailand | 0:1       | Stadio Giuseppe Meazza Mailand         |
| 184 | 23. Nov. 2002 | Serie A 2002/03 11. Spieltag                         | AC Mailand    | Inter Mailand | 1:0       | Stadio Giuseppe Meazza Mailand         |
| 185 | 12. Apr. 2003 | Serie A 2002/03 28. Spieltag                         | Inter Mailand | AC Mailand    | 0:1       | Stadio Giuseppe Meazza Mailand         |
| 186 | 7. Mai 2003   | UEFA Champions League 2002/03 Halbfinal-Hinspiel     | AC Mailand    | Inter Mailand | 0:0       | Stadio Giuseppe Meazza Mailand         |
| 187 | 13. Mai 2003  | UEFA Champions League 2002/03 Halbfinal-Rückspiel    | Inter Mailand | AC Mailand    | 1:1       | Stadio Giuseppe Meazza Mailand         |
| 188 | 5. Okt. 2003  | Serie A 2003/04 5. Spieltag                          | Inter Mailand | AC Mailand    | 1:3       | Stadio Giuseppe Meazza Mailand         |
| 189 | 21. Feb. 2004 | Serie A 2003/04 22. Spieltag                         | AC Mailand    | Inter Mailand | 3:2       | Stadio Giuseppe Meazza Mailand         |
| 190 | 24. Okt. 2004 | Serie A 2004/05 7. Spieltag                          | AC Mailand    | Inter Mailand | 0:0       | Stadio Giuseppe Meazza Mailand         |
| 191 | 27. Feb. 2005 | Serie A 2004/05 26. Spieltag                         | Inter Mailand | AC Mailand    | 0:1       | Stadio Giuseppe Meazza Mailand         |
| 192 | 6. Apr. 2005  | UEFA Champions League 2004/05 Viertelfinal-Hinspiel  | AC Mailand    | Inter Mailand | 2:0       | Stadio Giuseppe Meazza Mailand         |
| 193 | 12. Apr. 2005 | UEFA Champions League 2004/05 Viertelfinal-Rückspiel | Inter Mailand | AC Mailand    | 0:3       | Stadio Giuseppe Meazza Mailand         |
| 194 | 11. Dez. 2005 | Serie A 2005/06 15. Spieltag                         | Inter Mailand | AC Mailand    | 3:2       | Stadio Giuseppe Meazza Mailand         |
| 195 | 14. März 2006 | Serie A 2005/06 34. Spieltag                         | AC Mailand    | Inter Mailand | 1:0       | Stadio Giuseppe Meazza Mailand         |
| 196 | 28. Okt. 2006 | Serie A 2006/07 9. Spieltag                          | AC Mailand    | Inter Mailand | 3:4       | Stadio Giuseppe Meazza Mailand         |
| 197 | 11. März 2007 | Serie A 2006/07 28. Spieltag                         | Inter Mailand | AC Mailand    | 2:1       | Stadio Giuseppe Meazza Mailand         |
| 198 | 23. Dez. 2007 | Serie A 2007/08 17. Spieltag                         | Inter Mailand | AC Mailand    | 2:1       | Stadio Giuseppe Meazza Mailand         |
| 199 | 4. Mai 2008   | Serie A 2007/08 36. Spieltag                         | AC Mailand    | Inter Mailand | 2:1       | Stadio Giuseppe Meazza Mailand         |
| 200 | 28. Sep. 2008 | Serie A 2008/09 5. Spieltag                          | AC Mailand    | Inter Mailand | 1:0       | Stadio Giuseppe Meazza Mailand         |
| 201 | 15. Feb. 2009 | Serie A 2008/09 24. Spieltag                         | Inter Mailand | AC Mailand    | 2:1       | Stadio Giuseppe Meazza Mailand         |
| 202 | 29. Aug. 2009 | Serie A 2009/10 2. Spieltag                          | AC Mailand    | Inter Mailand | 0:4       | Stadio Giuseppe Meazza Mailand         |
| 203 | 24. Jan. 2010 | Serie A 2009/10 21. Spieltag                         | Inter Mailand | AC Mailand    | 2:0       | Stadio Giuseppe Meazza Mailand         |
| 204 | 14. Nov. 2010 | Serie A 2010/11 12. Spieltag                         | Inter Mailand | AC Mailand    | 0:1       | Stadio Giuseppe Meazza Mailand         |
| 205 | 2. Apr. 2011  | Serie A 2010/11 31. Spieltag                         | AC Mailand    | Inter Mailand | 3:0       | Stadio Giuseppe Meazza Mailand         |
| 206 | 6. Aug. 2011  | Supercoppa Italiana 2011 Finale                      | AC Mailand    | Inter Mailand | 2:1       | Nationalstadion Peking, China          |
| 207 | 13. Jan. 2012 | Serie A 2011/12 17. Spieltag                         | AC Mailand    | Inter Mailand | 0:1       | Stadio Giuseppe Meazza Mailand         |
| 208 | 6. Mai 2012   | Serie A 2011/12 37. Spieltag                         | Inter Mailand | AC Mailand    | 4:2       | Stadio Giuseppe Meazza Mailand         |
| 209 | 7. Okt. 2012  | Serie A 2012/13 7. Spieltag                          | AC Mailand    | Inter Mailand | 0:1       | Stadio Giuseppe Meazza Mailand         |
| 210 | 24. Feb. 2013 | Serie A 2012/13 26. Spieltag                         | Inter Mailand | AC Mailand    | 1:1       | Stadio Giuseppe Meazza Mailand         |
| 211 | 22. Dez. 2013 | Serie A 2013/14 17. Spieltag                         | Inter Mailand | AC Mailand    | 1:0       | Stadio Giuseppe Meazza Mailand         |
| 212 | 4. Mai 2014   | Serie A 2013/14 36. Spieltag                         | AC Mailand    | Inter Mailand | 1:0       | Stadio Giuseppe Meazza Mailand         |
| 213 | 23. Nov. 2014 | Serie A 2014/15 12. Spieltag                         | AC Mailand    | Inter Mailand | 1:1       | Stadio Giuseppe Meazza Mailand         |
| 214 | 19. Apr. 2015 | Serie A 2014/15 31. Spieltag                         | Inter Mailand | AC Mailand    | 0:0       | Stadio Giuseppe Meazza Mailand         |
| 215 | 13. Sep. 2015 | Serie A 2015/16 3. Spieltag                          | Inter Mailand | AC Mailand    | 1:0       | Stadio Giuseppe Meazza Mailand         |
| 216 | 31. Jan. 2016 | Serie A 2015/16 22. Spieltag                         | AC Mailand    | Inter Mailand | 3:0       | Stadio Giuseppe Meazza Mailand         |
| 217 | 20. Nov. 2016 | Serie A 2016/17 13. Spieltag                         | AC Mailand    | Inter Mailand | 2:2       | Stadio Giuseppe Meazza Mailand         |
| 218 | 15. Apr. 2017 | Serie A 2016/17 32. Spieltag                         | Inter Mailand | AC Mailand    | 2:2       | Stadio Giuseppe Meazza Mailand         |
| 219 | 15. Okt. 2017 | Serie A 2017/18 8. Spieltag                          | Inter Mailand | AC Mailand    | 3:2       | Stadio Giuseppe Meazza Mailand         |
| 220 | 27. Dez. 2017 | Coppa Italia 2017/18 Viertelfinale                   | AC Mailand    | Inter Mailand | 1:0 n. V. | Stadio Giuseppe Meazza Mailand         |
| 221 | 4. Apr. 2018  | Serie A 2017/18 27. Spieltag                         | AC Mailand    | Inter Mailand | 0:0       | Stadio Giuseppe Meazza Mailand         |
| 222 | 21. Okt. 2018 | Serie A 2018/19 9. Spieltag                          | Inter Mailand | AC Mailand    | 1:0       | Stadio Giuseppe Meazza Mailand         |
| 223 | 17. März 2019 | Serie A 2018/19 28. Spieltag                         | AC Mailand    | Inter Mailand | 2:3       | Stadio Giuseppe Meazza Mailand         |
| 224 | 21. Sep. 2019 | Serie A 2019/20 4. Spieltag                          | AC Mailand    | Inter Mailand | 0:2       | Stadio Giuseppe Meazza Mailand         |
| 225 | 9. Feb. 2020  | Serie A 2019/20 23. Spieltag                         | Inter Mailand | AC Mailand    | 4:2       | Stadio Giuseppe Meazza Mailand         |
| 226 | 17. Okt. 2020 | Serie A 2020/21 4. Spieltag                          | Inter Mailand | AC Mailand    | 1:2       | Stadio Giuseppe Meazza Mailand         |
| 227 | 27. Jan. 2021 | Coppa Italia 2020/21 Viertelfinale                   | Inter Mailand | AC Mailand    | 2:1       | Stadio Giuseppe Meazza Mailand         |
| 228 | 21. Feb. 2021 | Serie A 2020/21 23. Spieltag                         | AC Mailand    | Inter Mailand | 0:3       | Stadio Giuseppe Meazza Mailand         |
| 229 | 7. Nov. 2021  | Serie A 2021/22 12. Spieltag                         | AC Mailand    | Inter Mailand | 1:1       | Stadio Giuseppe Meazza Mailand         |
| 230 | 5. Feb. 2022  | Serie A 2021/22 24. Spieltag                         | Inter Mailand | AC Mailand    | 1:2       | Stadio Giuseppe Meazza Mailand         |
| 231 | 1. März 2022  | Coppa Italia 2021/22 Halbfinal-Hinspiel              | AC Mailand    | Inter Mailand | 0:0       | Stadio Giuseppe Meazza Mailand         |
| 232 | 19. Apr. 2022 | Coppa Italia 2021/22 Halbfinal-Rückspiel             | Inter Mailand | AC Mailand    | 3:0       | Stadio Giuseppe Meazza Mailand         |
| 233 | 3. Sep. 2022  | Serie A 2022/23 5. Spieltag                          | AC Mailand    | Inter Mailand | 3:2       | Stadio Giuseppe Meazza Mailand         |
| 234 | 18. Jan. 2023 | Supercoppa Italiana 2022 Finale                      | AC Mailand    | Inter Mailand | 0:3       | König-Fahd-Stadion Riad, Saudi-Arabien |
| 235 | 5. Feb. 2023  | Serie A 2022/23 21. Spieltag                         | Inter Mailand | AC Mailand    | 1:0       | Stadio Giuseppe Meazza Mailand         |
| 236 | 10. Mai 2023  | UEFA Champions League 2022/23 Halbfinal-Hinspiel     | AC Mailand    | Inter Mailand | 0:2       | Stadio Giuseppe Meazza Mailand         |
| 237 | 16. Mai 2023  | UEFA Champions League 2022/23 Halbfinal-Rückspiel    | Inter Mailand | AC Mailand    | 1:0       | Stadio Giuseppe Meazza Mailand         |
| 238 | 16. Sep. 2023 | Serie A 2023/24 4. Spieltag                          | Inter Mailand | AC Mailand    | 5:1       | Stadio Giuseppe Meazza Mailand         |
| 239 | 22. Apr. 2024 | Serie A 2023/24 33. Spieltag                         | AC Mailand    | Inter Mailand | 1:2       | Stadio Giuseppe Meazza Mailand         |
| 240 | 22. Sep. 2024 | Serie A 2024/25 5. Spieltag                          | Inter Mailand | AC Mailand    | 1:2       | Stadio Giuseppe Meazza Mailand         |
| 241 | 6. Jan. 2025  | Supercoppa Italiana 2024 Finale                      | Inter Mailand | AC Mailand    | 2:3       | KSU Stadium Riad, Saudi-Arabien        |
| 242 | 2. Feb. 2025  | Serie A 2024/25 23. Spieltag                         | AC Mailand    | Inter Mailand | 1:1       | Stadio Giuseppe Meazza Mailand         |
| 243 | 2. Apr. 2025  | Coppa Italia 2024/25 Halbfinal-Hinspiel              | AC Mailand    | Inter Mailand | 1:1       | Stadio Giuseppe Meazza Mailand         |
| 244 | 23. Apr. 2025 | Coppa Italia 2024/25 Halbfinal-Rückspiel             | Inter Mailand | AC Mailand    | 0:3       | Stadio Giuseppe Meazza Mailand         |
| 245 | 23. Nov. 2025 | Serie A 2025/26 12. Spieltag                         | Inter Mailand | AC Mailand    |           | Stadio Giuseppe Meazza Mailand         |
| 246 | 8. März 2026  | Serie A 2025/26 28. Spieltag                         | AC Mailand    | Inter Mailand |           | Stadio Giuseppe Meazza Mailand         |